# アルゼンチン経済の歴史
アルゼンチン経済の歴史は、経済学の研究対象として非常に高い関心を集めている主題である。何故ならば、アルゼンチンは「アルゼンチンのパラドックス」とも言われる特異な歴史を経ていることが背景にある。アルゼンチンは20世紀はじめに加速度的な経済発展を遂げながら、その後の凋落もまた加速度的であり、先進国(ただし農業・畜産業国)から発展途上国に転落した唯一の国となった原因については豊富な論文が書かれて様々に分析されてきた。アルゼンチン経済の歴史とは、ペロン主義の歴史である。ペロン主義者は1946年のフアン・ペロン大統領の初就任以降、軍部独裁期間の1976～1983年を除き、ほとんどの選挙で勝利し、2023年時点で最短20年・ペロン系左派ポピュリズム政権を含むと最長70年以上も政権時代があった。

## 概要
アルゼンチンは1816年にスペインから独立して以降、8度の債務不履行（デフォルト）を経験している。インフレ率が2桁に達したことも1回や2回ではなく、最高で5000パーセントものインフレーションに遭い、大幅な通貨切り下げを繰り返した。
マクロ経済学的には、アルゼンチンは大恐慌(1929年に始まり、1930年代後半)まではきわめて安定的かつ堅実な国家だったが、恐慌が起こってからは最も不安定な国に数えられるようになった。1930年代以降、アルゼンチン経済の凋落には著しいものがあったにもかかわらず、1962年まではアルゼンチンの1人当たりのGDPが、かつての宗主国であるスペインは言うに及ばず、オーストラリア、イタリア、日本よりも高かった。
1930年代から70年代まで各政権は「経済の自給自足」を達成するため、輸入代替を追求する戦略をとっていた。しかし、政府が「工業の発展」を推奨したことで資本は分散し、農業生産は劇的に減少させた。輸入代替を目指した時期は1976年までだが、この頃から政府の支出が増大し、大幅な賃上げと生産性の悪化によって1980年代まで尾を引く慢性的なインフレが生じた。ペロン党政権時の左派ポピュリズム政策による放漫財政はアルゼンチンに悪影響を及ぼした。

### 世界恐慌以前
アルゼンチンは世界第8位という広大な国土を持ち、肥沃な土地（パンパス）に恵まれ、農業においては比較優位を持っていた。しかし独立戦争によって領土であり市場でもあったペルーを喪失し大西洋の自由貿易からの利益で代替しようとしたものの、独立後の政治的混乱もあって早くも1827年にはデフォルトに陥った。この時の債務整理は40年近くもかかり、長期的なペソ下落とインフレに悩まされる結果となった。
アルゼンチンの国家体制が確立しパタゴニアなど南部一帯への植民・開発が進むとようやく経済が安定し、イギリスなどヨーロッパ諸国からの投資を受け入れる一方で産出される農作物をヨーロッパに輸出する国際分業体制が確立した。またスペインやイタリア・ポルトガルなど南欧諸国からの移民を労働力として積極的に受け入れたこともあり、1860年から1930年にかけて力強い経済成長を果たした。20世紀前半の30年間で、アルゼンチンの人口、総所得、1人当たり国民所得はカナダとオーストラリアを上回っている。1913年までに、アルゼンチンはこの1人当たりの国民所得で世界十指に入る裕福な国になった。最盛期である1929年には、アルゼンチンは世界第五位の経済大国に発展していた。

### 世界恐慌の影響
しかし、1929年から始まった世界恐慌、その対策として英国ブロック経済圏への参入と経済的従属する事態となった。これへの不満に1930年にクーデターが勃発し、初の軍事政権が誕生し、70年間に及んだ文民による立憲政治は終わりを迎えた。

### ペロン政権と影響
1946年にペロン政権が成立し、外国資本排除(外資排斥)、産業国有化、福祉・公共支出拡大、現金性補助金支給、賃金引き上げなどアルゼンチン・ナショナリズム・左派ポピュリズム・左翼的ファシズム政策をとった。南米における左派ポピュリズムの元祖的な存在である。第二次世界大戦時におけるアメリカなどへの牛肉、羊肉など農業・畜産輸出による富裕国であり、それで得た外貨でこれらの政策をおこなったが、すぐに使い果たした。その上に、1949年頃にはアメリカやカナダの増産により、アルゼンチンの食糧輸出は不振となってインフレがおこった。次第にペロンは苦境に追い込まれることなった。1952年再選後、同年7月に国民からカリスマ的な人気のあった妻がガンで死亡したことも支持減に繋がり、離婚法の制定でペロンを強く支持していたカトリック教会との関係を悪化させ、ペロニスタによる教会の焼き打ち事件まで誘発した。経済低迷・言論弾圧や反カトリック政策などへの不満で起きた1955年の軍事クーデターで追放された。彼は同じく軍事独裁者のフランシスコ・フランコ将軍が君臨するスペインに亡命した。
各種軍部政権の変遷の後、1973年に再度ペロン大統領が就任したが、再就任した翌年に亡くなった。

### 軍事政権時代
1976年のクーデターにより軍事政権が再度成立した。以降から1983年までの最後の独裁政権の時代に成立した様々な法案も莫大な対外債務を発生させた原因の1つとされる。1982年4月～6月には フォークランド（マルビーナス）諸島紛争を起こした。

### 民政移管後
しかし、イギリスにフォークランド（マルビーナス）諸島紛争で敗北したことで軍事政権が崩壊し、 1983年12月にアルフォンシン大統領が就任（民政移管)した。
1990年代初頭に、政府はインフレを抑制するためにアルゼンチン・ペソを米ドルと同じ価値を持つ貨幣として制度改革をした他、無数の国有企業を民営化してその収入を国債の残高圧縮に回した。
1990年代のアルゼンチンは固定為替相場制度の一種であるカレンシーボード制度を採用していたが、2000年から2001年に、「アルゼンチン政府に対する信認の低下」で国外から債務危機の懸念が高まった。これにより、「海外への預金流出による金融危機」と「外貨準備高減少による通貨危機」が併発し、対外債務デフォルトに追い込まれた。そのため、2002年初頭から、変動為替相場制度へ移行した。
アルゼンチンは、2000年代半ばなると、主要新興国の中では中国に次ぐほどの経済高成長ぶりが注目された。2005年まで経済は回復基調だったが、2007年のクリスティーナ・フェルナンデス・デ・キルチネル政権時代以降のペロン党内左翼の政権が貿易保護主義やバラマキといった左派ポピュリズム的経済運営に回帰したことで経済不振(2010年代後半の通貨危機)に陥った。債務不履行に陥り、政府は再びペソの切り下げを余儀なくされた。
2014年には再び債務不履行を経験した。そして、2015年に親企業性向の中道右派出身のマクリが大統領に当選したものの、経済状況を画期的には改善できず、2019年12月にペロン主義者の候補(アルベルト・フェルナンデス)に政権を渡すこととなった。そして2020年4月時点、事実上9度目のデフォルト状態に陥っている。
アルゼンチンの左派政権は福祉政策を含むバラマキなどポピュリズム政策で一貫しており、アルゼンチン国民は毎年前年比140％台の殺人的物価高(インフレーション。2023年度は前年比185％を記録するとの見通し)、国民貧困率40％台など極度の経済難に苦しんでいた。そのため、有権者は左派政権が見限り、2023年11月には「アルゼンチンのトランプ」を自称する経済学者で右派政党「自由前進」代表のハビエル・ミレイをアルゼンチン大統領選挙で当選させた。ペロン主義分派の左派ポピュリズム候補ではなく、「最小政府」を掲げた政治家に権力を委ねた。

## 植民地時代
スペイン帝国の一部であったメキシコやペルーと比べると、植民地時代に今日のアルゼンチンにあたる土地には経済的利点というべきものが少なかった。そのためスペインの植民地経済においても軽んじられていた。金鉱などの地下資源もなく、エコミエンダ制を敷くほど原住民もいなかったのである。人口がまばらであることは、17世紀に発達したニューメラシー（算術能力）の面でも不利であった。しかし、18世紀半ばにインディオとの交流が進んだことで、ペルーに先駆けて早い時代からニューメラシーが発達した。ニューメラシーの向上は近代初期における発展の指標の1つであり、植民地時代のアルゼンチンが急速に、著しいほど発展をみせた理由でもある。

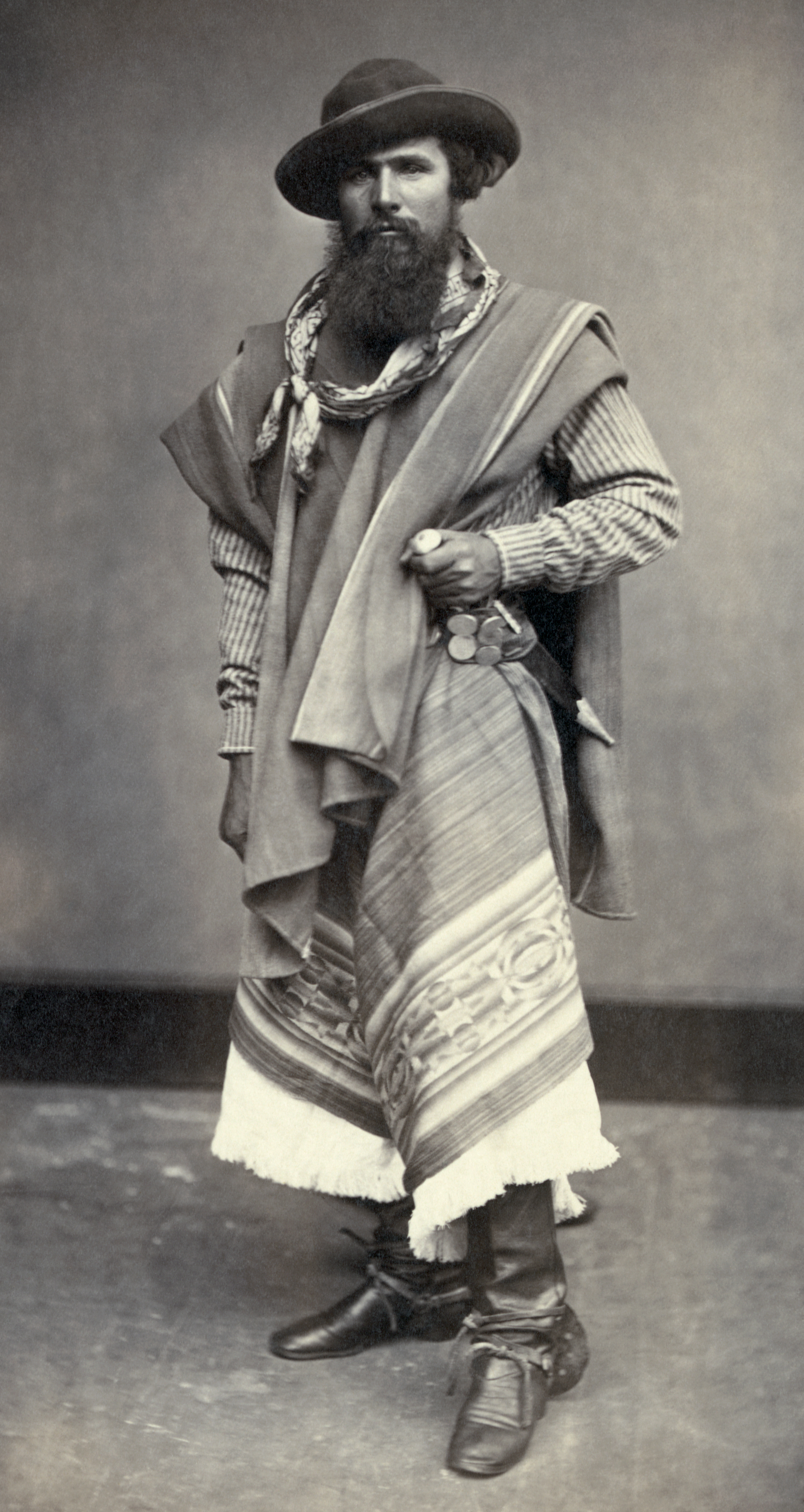
1868年に撮影されたガウチョの写真。アルゼンチンの国土の大半に牧場経営が広がったのは彼らの御蔭である。

この時代に人々が住んでいたのは今日の国土の三分の二ほどであり、パタゴニア高原からなる残りの三分の一は現在にいたるまで人口密度が薄いままである。農業と畜産分野における生産物は生産者自身もしくは小規模な現地市場で大半を消費しており、国外に輸出されるのはようやく18世紀の終わりを迎える頃になってからだった。16世紀から18世紀末までの時代は、互いに遠く離れた地域ごとに自給自足の経済が営まれていたことがその特徴に挙げられる。陸路や海、川を利用した交通は存在せず、陸運も決して安全ではなく困難な作業であった。しかし18世紀末にはかなり大規模な国民経済が誕生しており、それまでは存在しなかった、地域間での大規模な資本、労働力、物資の行き来が行われる市場が形成された。
ミルシアデス・ペナのような歴史学者は、この時代のアメリカ大陸を前資本主義期とみなしており、沿海都市の生産物の大半が国外市場に持ち込まれていた、としている。一方でロドルオ・プイグロスはエンコミエンダ制ないし奴隷制のような関係性に基づいた封建社会だったと考えている。ノルベルト・ガラッソーとエンリケ・リヴェラは、資本主義期でも封建制でもなく、スペイン文明との相互作用の結果生まれたハイブリッド社会だったという説を唱えている。つまり封建制から資本主義への移行期であり、原住民は当時も先史時代の暮らしをしていたという考え方である。
アルゼンチンの各地方には国外との交易活動と密接に結びつくような産業がなく、いわゆる封鎖経済であったため情報的にも遮断されていた。そのため労働力や資本の移動による恩恵に乏しく、交易を行っていた他の植民地国家からは大きく後れをとることになった。繁栄といえるほどの活況にあったのは、積極的に輸出が行われていた産業がある街だけだった。例えば、織物が製造されていたトゥクマン、鉱業が盛んだった高地ペルーに供給するために家畜を生産していたコルドバとリトラルなどである。
法律上、この交易の相手はスペインだけだった。スペイン王は供給先が限定される買い手独占（モノプソニー）を植民地に強いることで、スペインの商人たちが価格を決めて、利益を増やせるようにしたのである。しかしイギリスとポルトガルの商人が密貿易を行ったので、この買い手独占は有名無実であった。

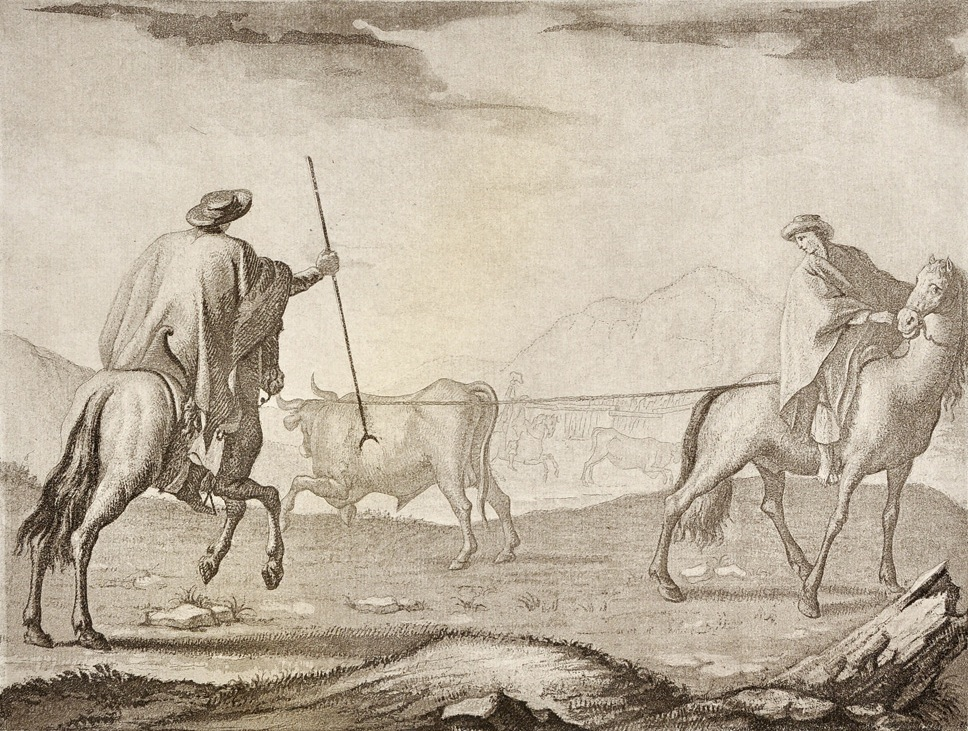
パンパスで牛に投げ縄をかける畜産家（フェルナンド・ブランビラによる1794年のリトグラフ）

イギリスは、産業革命とアメリカ独立革命（による北アメリカでの植民地の喪失）を経験する中で、南アメリカとの交易を待望していた。この経済的野心から、イギリスはまずスペイン領アメリカの主要都市を征服するためにラ・プラタ戦争を起こしたが、スペインの援軍を待たず現在のアルゼンチンとウルグアイの地元勢力に一度ならず二度までも敗れてしまった。そこでイギリスはナポレオン戦争中にスペインと同盟し、その見返りとして両国間の通商の自由を求めた。
バルトロメ・ミトレのような最初期のアルゼンチン人の歴史家は、この自由貿易の起源をマリアーノ・モレーノが書いた経済報告である『アセンダードとは何か』(La Representación de los Hacendados)に求めている。しかし現在では、アポダカ・カニング条約（1809年）に結実したような、イギリスとスペイン間の包括的な交渉の結果だと考えられている。副王であったブエノスアイレスのバルタサール・イダルゴ・デ・シスネロスの失脚も、この流れの中に位置付けられる。
ラテンアメリカの他の地域に比べると、アルゼンチン経済の発展に奴隷が果たした役割はほとんどないといってよい。これは、労働者として大量の奴隷を必要とする、金の採掘や砂糖プランテーションといった産業が存在しなかったことが大きい。例えばブラジルは18世紀には250万人ものアフリカ人を輸入していたが、17世紀から18世紀にかけてブエノスアイレス港に到着したアフリカ人は10万人ほどと推測されていて、それもほとんどがパラグアイ、チリ、ボリビアに連れていかれた。
植民地時代、畜産のための牧場は18世紀の半ばごろまでに整備されていった。1776年にブエノスアイレスを首都とするリオ・デ・ラ・プラタ副王領の成立とともに、この地域は著しい速度で発展し、スペインと植民地間の「自由かつ保護的な」貿易を可能にする、1778年の自由貿易法のもとで合法的な貿易が規模を拡大した。しかしこの自由貿易体制はナポレオン時代に崩壊して、再び密貿易が横行するようになった。

## 独立後
独立間もない時期にアルゼンチンの輸出において重要な地位を担っていたのは、牛と羊の生産だった。そして畜産経営を支えていたのは、リトラル地方の広大で肥沃な土地である。畜産と比べると、農業が比較優位に欠けることは明らかだった。
1810年から1850年にかけて、輸出は毎年4パーセントから5パーセント伸び、1850年から1870年には7-8パーセントの伸びを記録した。この成長の背景には国土の拡大と畜産の効率化があった。
市場と品目が多様化したことで、結果的にアルゼンチンはモノカルチャー経済から脱却し、その後60年間にわたる経済成長を続けた。織物の価格が下がり、畜産品の価格が上がるという相乗効果で、交易条件は劇的なほど有利になり、物価は1810年から1825年で377パーセントに上がった。フリオ・アルヘンティーノ・ロカからフアン・マヌエル・デ・ロサスまで、為政者たちは国土を広げるために原住民たちに戦いを挑んだ。
貧しいガウチョはたいてい身近にいる最有力のカウディーリョにつき、連邦派としてブエノスアイレスが主導する政策に反対して内戦を起こした。

### 1810年–1829年

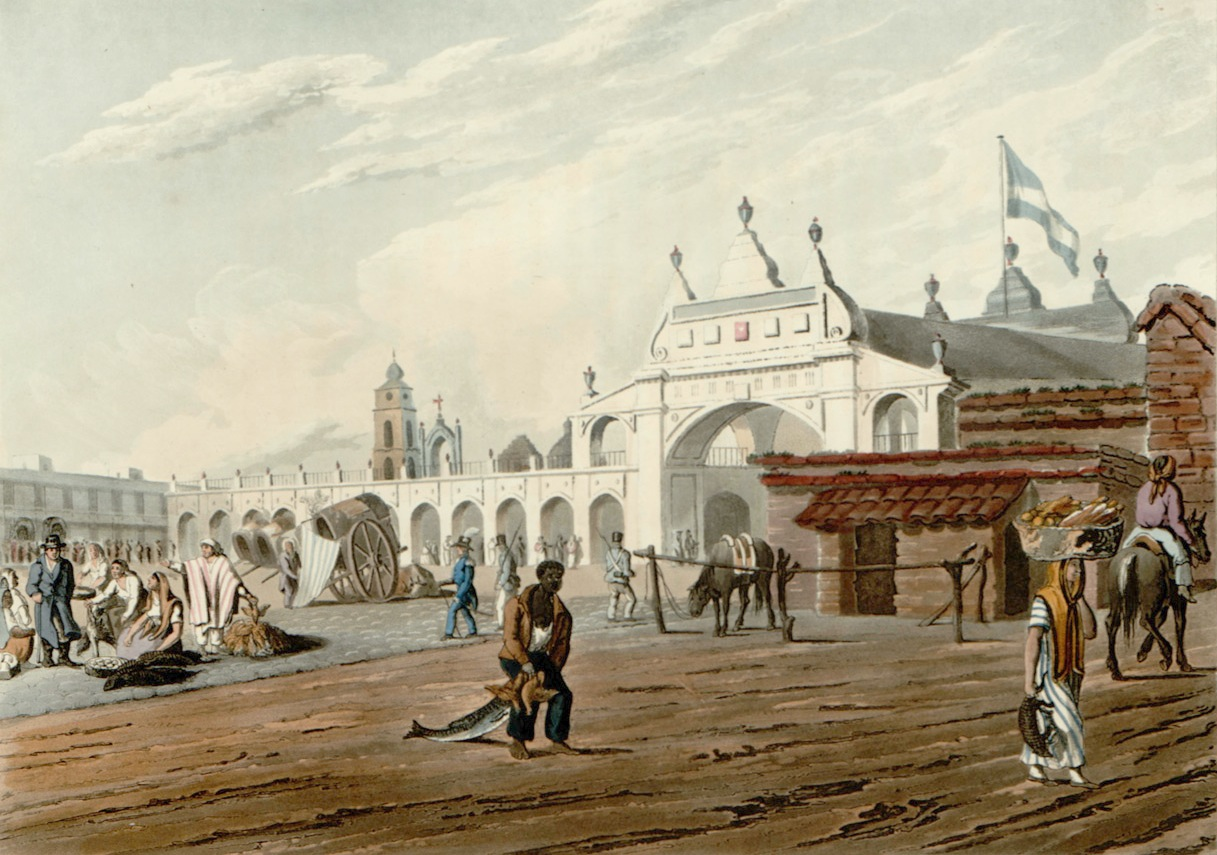
ブエノスアイレスの市場（1810年代）

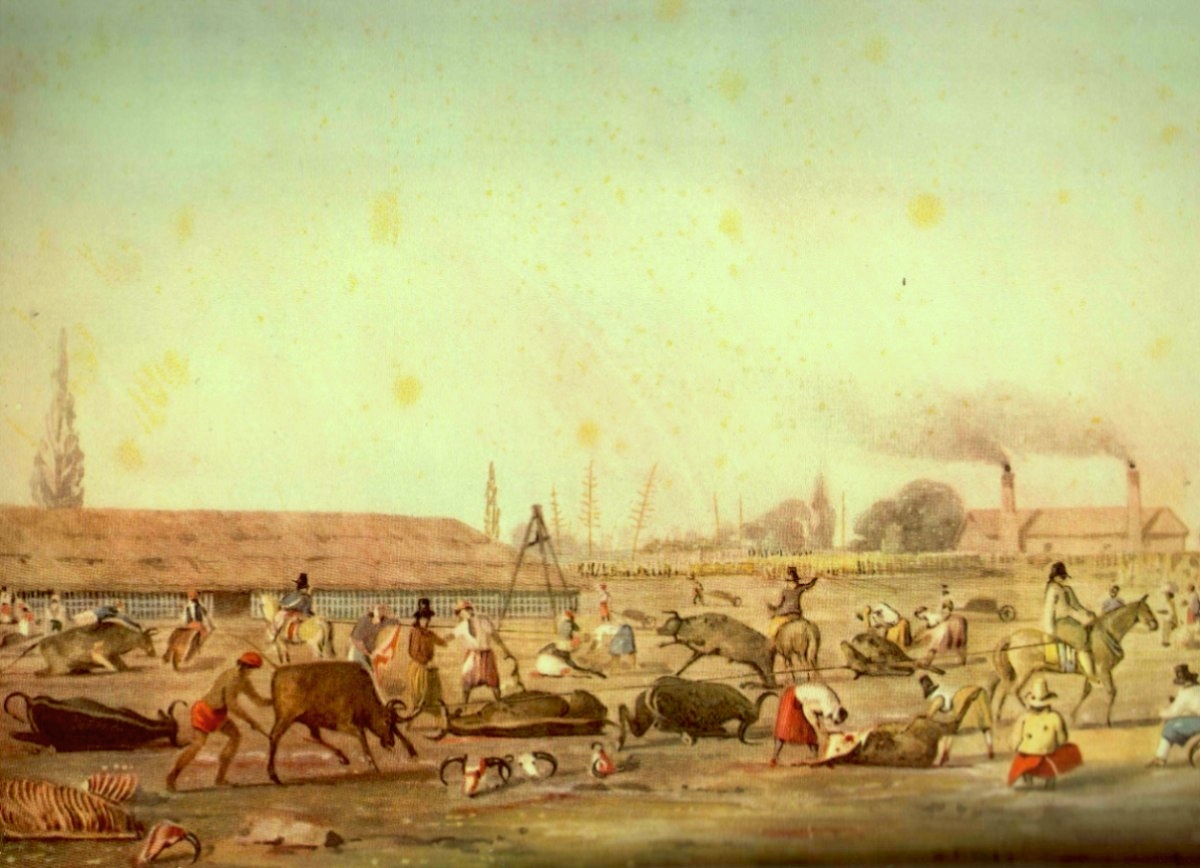
ブエノスアイレスの屠畜場（シャルル・ベリグリーニ、1829年）

1810年にアルゼンチンが独立すると、少数のペニンスラールの商人たちが貿易を牛耳る時代が終わった。1810年の5月革命で発足した最初の政府であるプリメラ・フンタは、解散するまで保護主義的な方針をとっていた。
しかし最初の三頭制（1811年-1812年）では、ベルナルディーノ・リバダビアとマヌエル・ガルシアの力で、イギリスとの貿易に制限を加えることは極力避けられた。二度目の三頭制（1812年-1814年）およびホセ・ヘルバシオ アルティガス（1815年から20年まで連邦派の領袖だった）の時代には保護貿易の復活も模索されたが、最高執政官がふたたび自由貿易を行ったため、リオ・デ・ラ・プラタ河口は当時世界でも有数の自由な経済圏となった。
1812年から1816年にかけて、ブエノスアイレスを中心とした中央集権派と地方を代表する連邦派の断絶が大きくなり、ついには内戦に至った。1820年のセペーダの戦いで連邦派のカウディーリョたちがブエノスアイレスを占拠し、内乱には決着がついた。
当時は州ごとに独自の通貨を持っていたうえに、同じ通貨でも州どころか都市によって価値が違った。
マルティン・ロドリゲス政権（1820年-1824年）と大臣のベルナルディーノ・リヴァダビア、次いでラス・エラス、さらに1826年から27年には初代大統領となったリヴァダビアは「幸せの体験」(The happy experience)といわれる経済計画を推進した。この計画のもとで政治的にはイギリスの影響力が強くなっていった。その根本には次のような5つの柱があった。完全に自由な貿易をする事、イギリスからの輸入に関して保護的な政策は一切とらない事、中央銀行の資金供給（ファイナンス）をイギリス資本が監督する事、関税収入を得る国内唯一の機関としてブエノスアイレス港を完全に支配する事、国内の天然資源をイギリスが開発する事であり、ブエノスアイレスには中央集権的な国家機関が置かれた。リヴァダビアが1827年に大統領を辞職するとこの「幸せの体験」は終わり、連邦派のマヌエル・ドレーゴがブレノスアイレス州知事として権力を掌握した。しかしドレ―ゴはすぐにクーデターを起こされて、中央集権派だったフアン・ラバイェに殺された。
自由貿易政策のもと金の輸出も行われたが、資源はすぐに枯渇してしまった。これは深刻な問題だった。地方経済では金が交換手段になっていたからである。対策を迫られたリヴァダビアは、一種の中央銀行を設置して不換紙幣を発行させた。国際的に当時の中央銀行の多くがそうであったように、この銀行も国有ではなく、民間資本（この場合はイギリス人）が経営を行った。

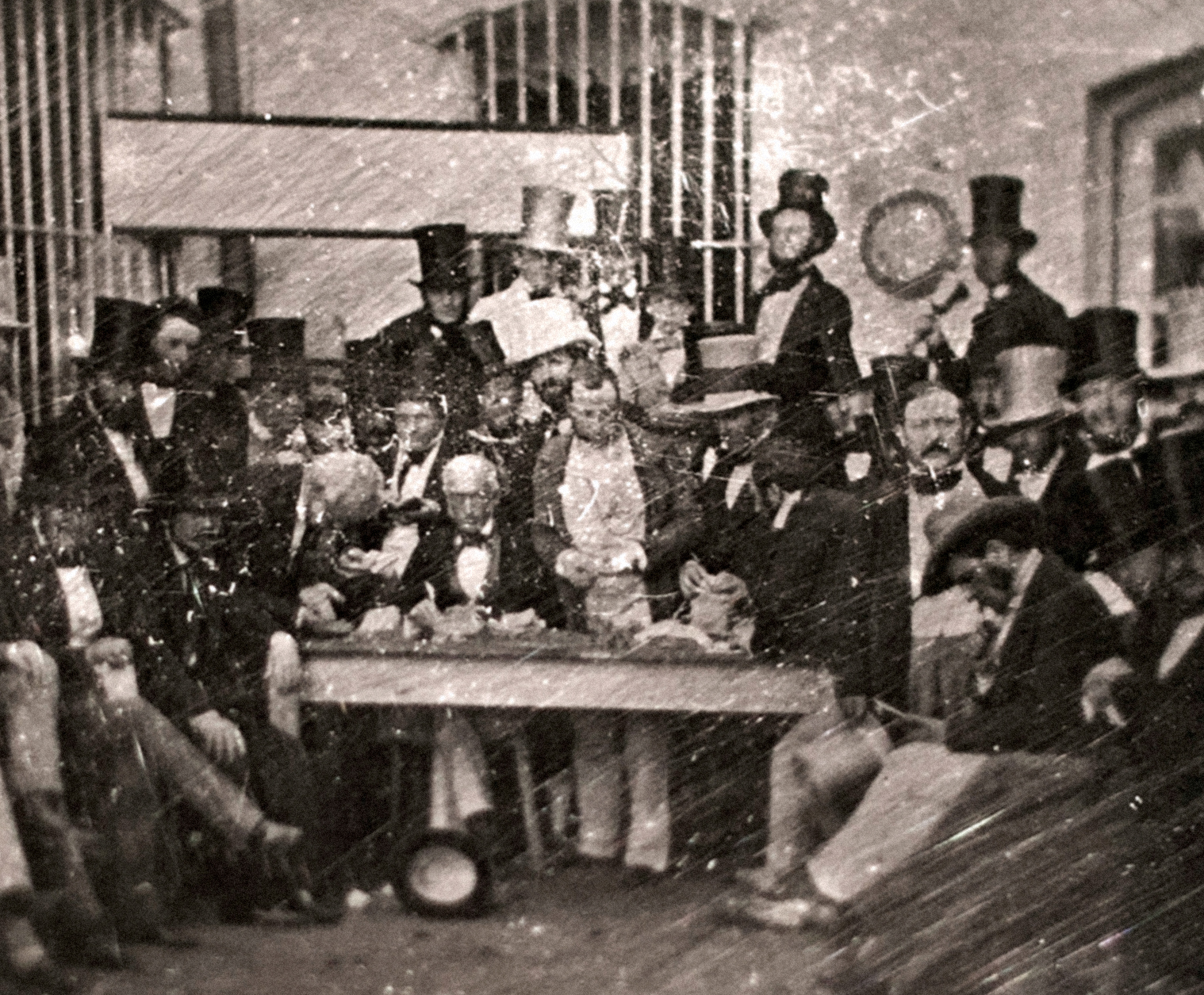
ブエノスアイレス初の株式取引を行う「ソシエダ・エル・カモアティ」(Sociedad El Camoatí)のメンバー。

1824年にアメリカ人のジョン・マレー・フォーブスがジョン・クィンシー・アダムズ（第6代アメリカ合衆国大統領）に提出したの調査報告書にも、アルゼンチンの経済活動にイギリスが多大な影響を及ぼしていることが述べられている。
さらにフォーブスの報告によれば、ブエノスアイレス政府はイギリスとの友好関係を維持することに腐心しており、最も重要な公的機関（つまり銀行など）がイギリスの支配下にあることが独立宣言からも読み取ることができた。イギリスは財政的、行政的、軍事的な負担をすることなく、あたかも宗主国と植民地のような関係性でアルゼンチン経済を支配している、とフォーブスは述べている。アルゼンチンには商船がなかったが、それも海運をコントロールしたいイギリスには都合がよかった。とはいえ、当時のイギリスとアメリカが商業的なライバル関係にあったことを前提に、彼の記述に見られるリオ・デ・ラ・プラタのイギリス人に向ける「ほとんど敵意に近い嫉妬」と偏向をみてとらなければ、彼の証言をただしく評価することはできない。
マヌエル・ホセ・ガルシアが財務大臣であった1820年代半ばには、新規事業や戦費の資金調達のために政府の借金が膨らんだ。この借入は高利であった。悪名高いものの1つは、 ベアリング兄弟会社からのもので、570,000ポンドを得るために1,000,000ポンドの債務を負うこともあった。1820年代に、金の価格と連動していたペソ・フエルテに対して「ペソ・パペル」（「紙幣」の意）の価値は急速に下がっていた。1827年には33パーセントの切り下げを受け、1829年には再び68パーセントの切り下げが行われた。

### 1829年–1870年

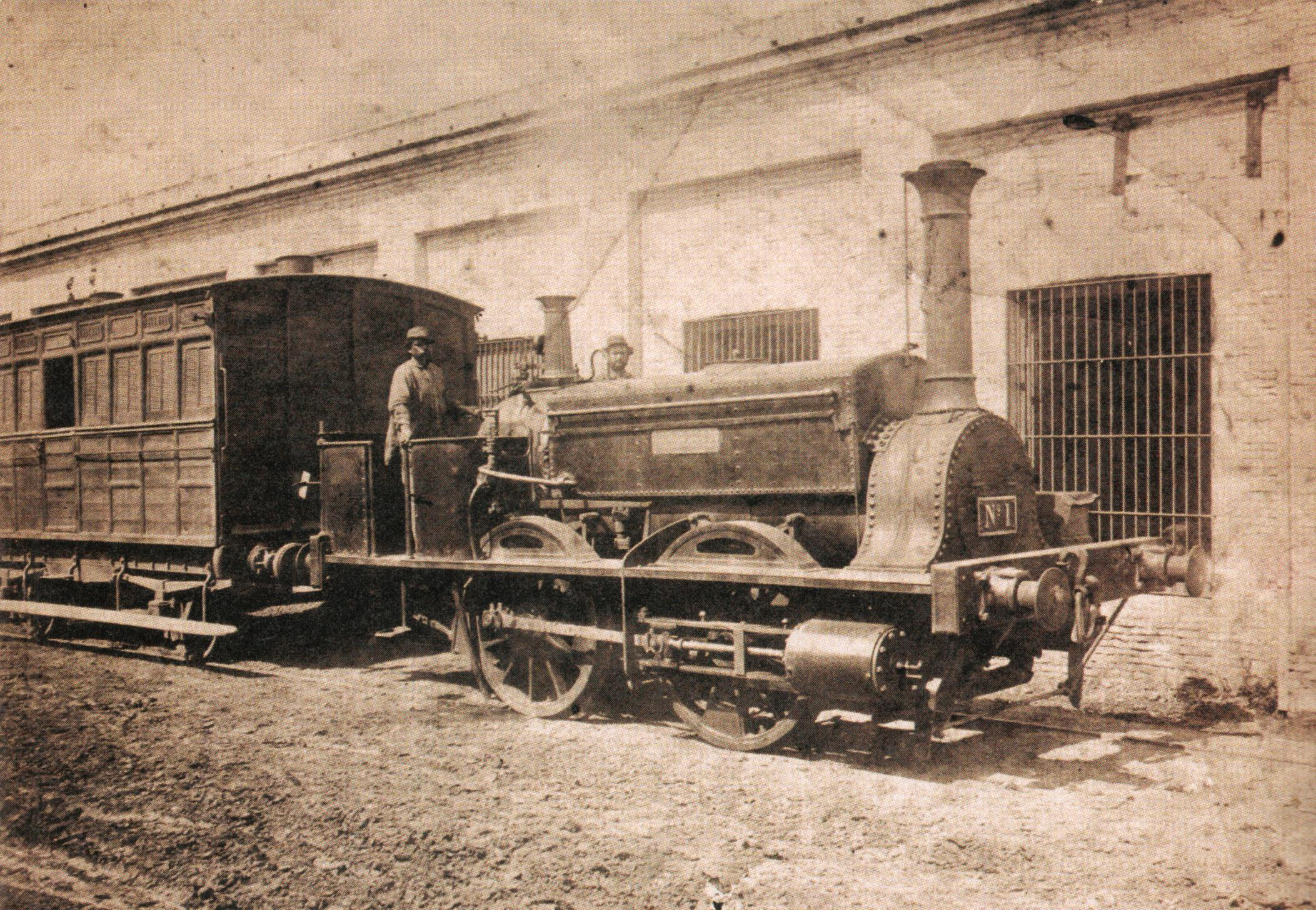
1857年にアルゼンチンで最初に蒸気機関車を運行させたラ・ポルテーニャ

フアン・マヌエル・デ・ロサスはフアン・ラバイェを放逐し、1952年までブエノスアイレスを連邦派が支配した。ロサスはリヴァダビアンの政策にかなり手を加えているが、受け継ぐところは受け継いでいる。だから彼は保護主義的な立場から関税法を改定しつつも、港に関してはブエノスアイレスの絶対的支配下に置いたままで、憲法制定会議を呼びかけられても無視していた。
新しい関税法によって国内の製品に対する貿易障壁がつくられ、贅沢品の輸入には高い関税がかかるとともに、金と銀の輸出については割当制となり関税が設けられた。しかし、この法律は国全体でみたばあいには必ずしも優れたものではなかった。港が押さえられているため、地方には安定した収益をもたらさなかったからである。ブエノスアイレス港を独占的に支配することについては、他地方の連邦派から根強い抵抗を受けており、ついにはロサスとフスト・ホセ・デ・ウルキーサが衝突してカセーロスの戦いまで起こった。上記の財務的課題があったにもかかわらず、サントレ・リオスはブエノスアイレスと肩を並べるほどの経済発展を遂げ、産業的には塩漬肉の加工（サラデーロ）が低迷したものの、毛織物が伸長をみせた。

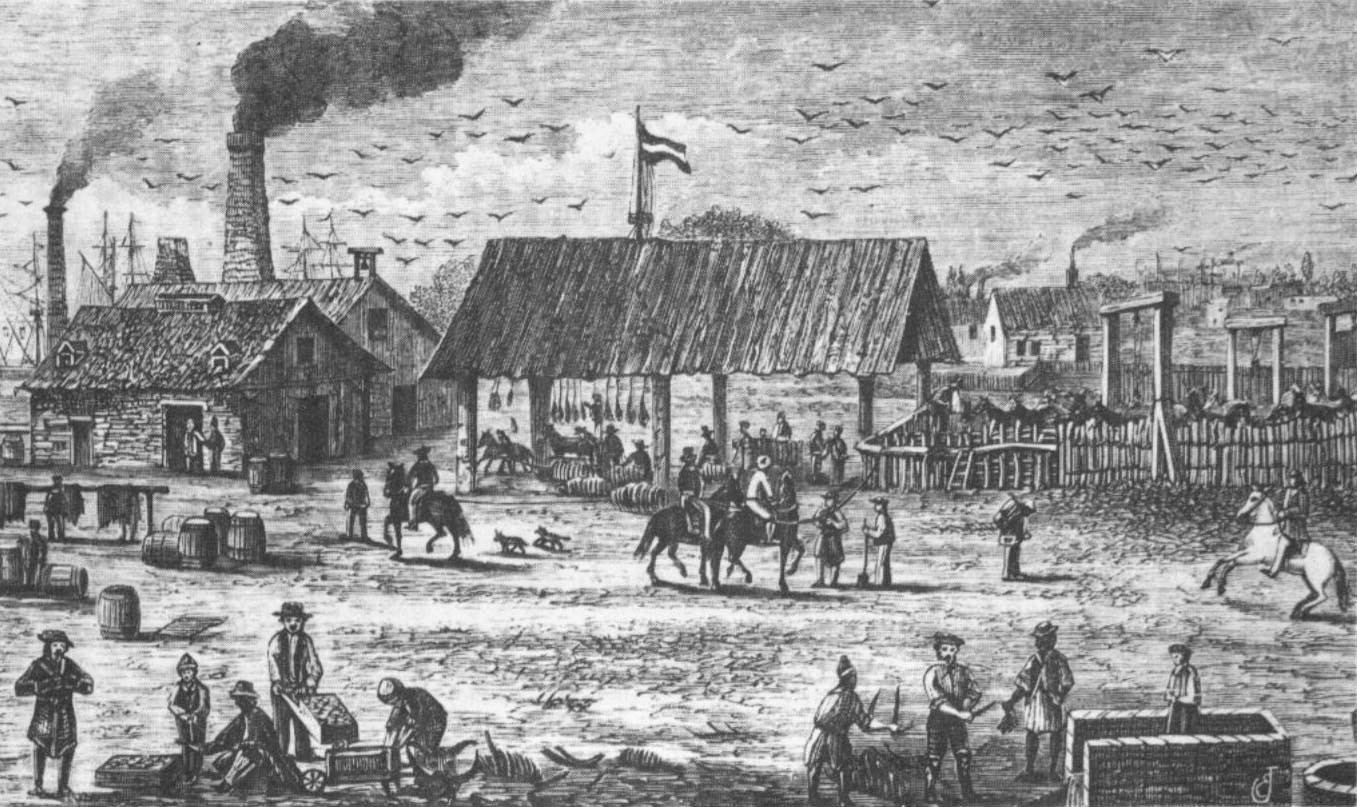
1860年代のロサリオのサラデーロ（加工場）

1838年には新たな通貨危機が起こり、ペソ・パペルは34パーセントの切り下げが行われ、1989年にはその価値が66パーセントも下がった。1845年には再び95パーセントの切り下げ、1851年には40パーセントの切り下げを受けた。ブエノスアイレスがアルゼンチン連合から分離したヴァレンチナ・アルシナの州知事時代は経済的にはまったくふるわなかった。ブエノスアイレスと連合との紛争で臨時歳出がかさみ、瞬く間に財政赤字は膨大な額になった。連合に参加した諸州も厳しい経済状況に直面していた。連合国の大統領であったウルキーサは新しい法律をつくって、ブエノスアイレスではなく連合側の港を通じて交易したほうが有利になるようにした。
内戦が集結したことで政治や法制度は安定するようになり、安心して財産権を主張したり取引費用を節約することができるようになった。そのため今日のアルゼンチンを形づくったともいえる、莫大な資本と労働力がこの国に流入した。1866年には兌換を認めて通貨を安定させようとする試みが始まった。これによって通貨当局が紙幣を発行できるのは金か交換可能な外貨との引き換えが完全に保証できる場合だけに制限された。1860年代から1880年代までの数十年間に、アルゼンチン経済は総合的にみて非常に高い成果をあげており、同国の黄金時代ともいわれる時期の土台づくりが進んでいた。それでも独立直後から経済的に安定していたわけではない。共和国として発足してこれまでにない自由を享受しつつも、経済的にみれば国家全体が一体となっていたわけではないからである。発展した地方もあれば、衰退した地方もあったし、さらにいえば国民間の所得と福祉には大きな格差があった。そのため1820年から1870年にかけて、この2つがどれだけ向上したかは必ずしも明らかではない。
1856年にサンタフェ州のエスペランサに移民が農業入植地をつくってからの60年間で、アルゼンチンの農業の核は、家畜から穀物へとシフトしていった。

## 輸出景気
19世紀前半はふるわなかったアルゼンチン経済だったが、1860年代から1930年までの活況には素晴らしいものがあり、いずれは南半球のアメリカ合衆国になるとさえ目されていた。この鮮烈なイメージと持続的な好景気を支えたのは、農産物の輸出だった。2018年の論文によれば、1880年から1929年までのアルゼンチンは「輸出大国」に位置づけられ、輸出景気にわいていたが、その背景にあったのは貿易費用の低さと障壁の少なさであり、また他方ではこの国が「ヨーロッパやアメリカ大陸の各国が消費する多様な農産物を網羅した輸出バスケット」を持っていたからでもあった。この論文では「アルゼンチンは多国間との自由な経済体制をたくみに利用していた」と結論づけている。
19世紀後半は、あたかもラティフンディアのように、国内のあちこちで大規模な植民が進んだ。1875年まで小麦は、地方の需要をまかなうだけの量を生産できておらず輸入が行われていた。しかし1903年までには国内の需要を満たし、なおかつ1600万人を養える量に当たる、2,737,491.8 m3を輸出していた。
1870年代のアルゼンチンの実質賃金は、イギリスと比較して76パーセント前後だったが、2010年までに96パーセントに上昇した。国民1人当たりGDPは1880年にアメリカ合衆国35パーセントだったものが1905年には80パーセントに上昇し、フランス、ドイツ、カナダに肩を並べるまでになった。

### 1870年–1890年

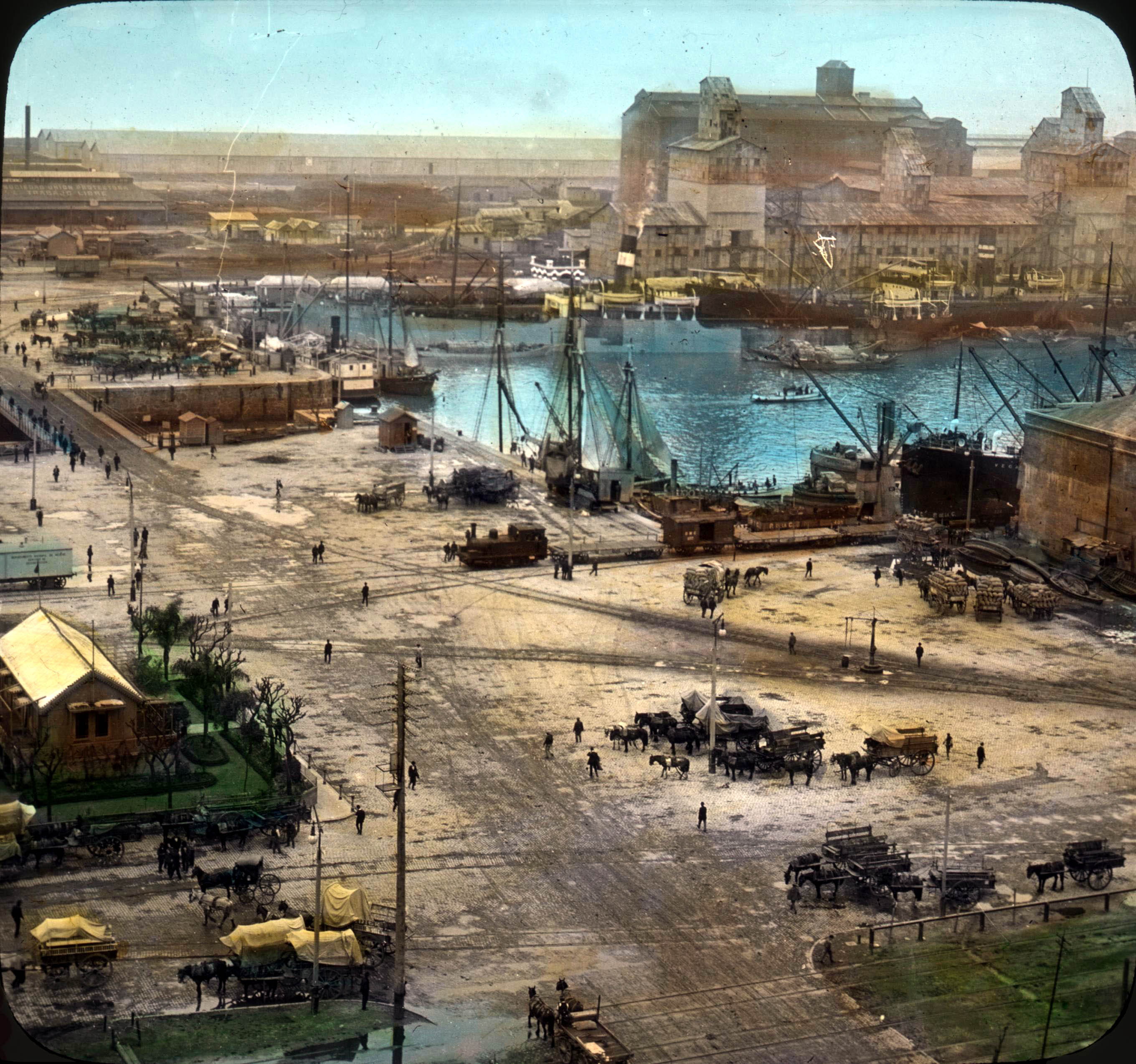
1915年に撮影されたブエノスアイレスの波止場。イギリスが出資した港湾や鉄道システムにより同国向けの輸出部門は特に活況を呈し、今日のアルゼンチンにおいても経済的な支柱であり続けている。

1870年、ドミンゴ・ファウスティーノ・サルミエントの大統領在任中に、アルゼンチンの負債総額は4,800万ゴールド・ペソ(gold pesos)に達しており、さらに一年後にはほぼ倍になっていた。このような状況のもとニコラス・アベジャネーダが1874年の選挙に勝って大統領に就任した。彼の立候補を支援した人たちはアルゼンチン最初の国民政党である国民自治党をつくり、1916年まで全大統領を自党から輩出した。アベジャネーダは負債を抑制するために必要であれば強硬策もとり、1876年には通貨の兌換が一時的に停止された。翌年のインフレ率は20パーセント近くに上がったが、GDPに占める負債の割合は激減した。アベジャネーダ政権は、1850年代半ば以降で初めて財政収支の均衡を達成した政権だった。彼の後を継いだフリオ・アルヘンティーノ・ロカのもと、経済状況はいっそうの安定をみた。
1881年、複本位制を導入する通貨改革が行われ、1883年7月に実施された。金や銀を本位貨幣とする国家としては珍しいことに、アルゼンチンの貨幣制度はきわめて脱中心的な体制だった。つまり国家的な通貨当局が存在せず、金銀との交換に関する権限は5行あった兌換銀行に完全に委ねられていたのである。しかし兌換が行われたのはわずか17ヵ月に過ぎなかった。1884年12月から、兌換銀行は紙幣の額面通りに金と引き換えることを拒絶するようになった。この停止措置をすぐに政府も追認した。というのも政府には貨幣制度について国家機関としての権限はまったくなく、それをさせないために打てる手がそもそもなかったからである。

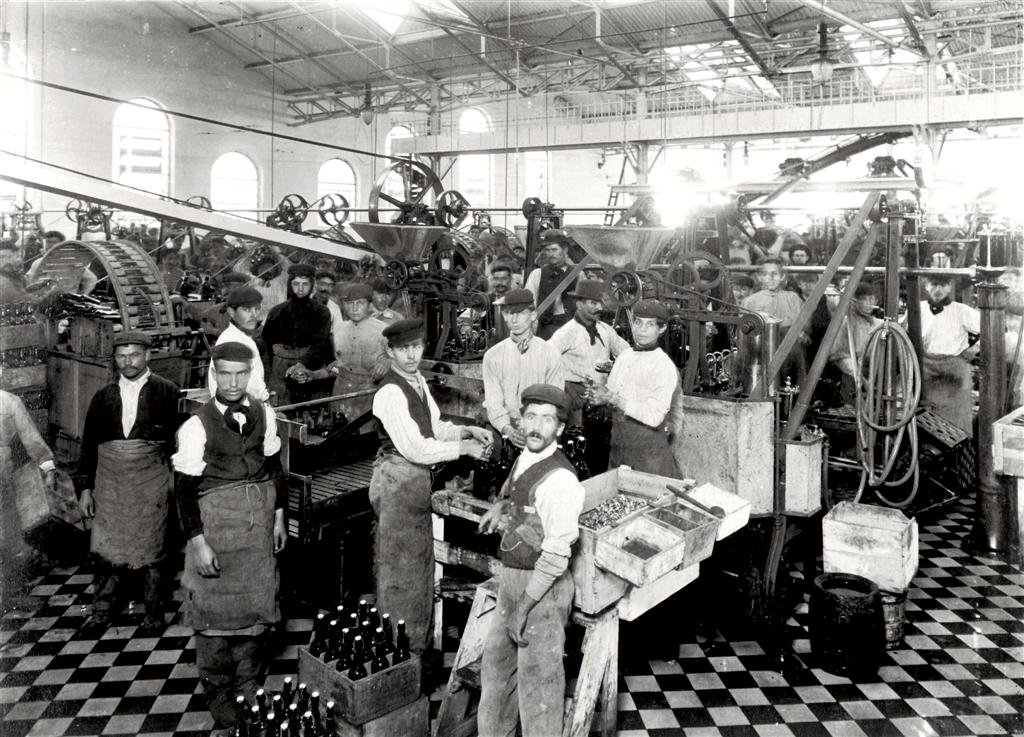
キルメスの醸造所（1910年）

農業分野の収益性の高さにひきつけられて、海外から鉄道インフラや工場に投資が相次いだ。イギリスからの設備投資は1880年の2,000万ポンドから1890年には1億5,700万ポンドに伸びている。1880年代にはフランス、ドイツ、ベルギーからの投資も行われて、一定程度の多様性が生まれはじめたが、それでもイギリスからの投資は突出して多く、外国資本の総額の3分の2を絞めていた。1890年の時点で、イギリスにとってアルゼンチンはラテン・アメリカで最良の投資先であり、第一次世界大戦が起こるまでこの状況に変化はなかった。その頃までにアルゼンチンにはイギリス国外の総投資金額の40パーセントから50パーセントが集中していた。イギリス市場に頼り切っていたとはいえ、アルゼンチンは1870年から1890年までに毎年6.7パーセントの輸出成長率を達成している。これもひとえにアルゼンチンの複雑な地形が生み出した生産物の多様性の賜物であった。
アルゼンチン最初の鉄道会社であるブエノスアイレス西部鉄道の路線、約10 kmが1854年に建設された。1885年には全長2,700マイル (4,300 km)の線路が開通した。新たに誕生した鉄道網により、広大なパンパスで育てられた家畜はブエノスアイレスに運ばれ（主にイギリスの）食肉包装工場で屠畜と加工処理が行われ、世界中に出荷された。同時代の人間には、愛国的な理由からイギリスの民間企業が「専売」状態にあったことに反感を持ち、自国の鉄道網があまりにも輸出偏向で敷設されていることを嘆く者もいた。しかし、後になって鉄道網の初期配置はほとんどが国民の要望にもとづいて計画されており、生産地とブエノスアイレス港との往復が敷設計画の大前提だったわけではないという説も登場した。

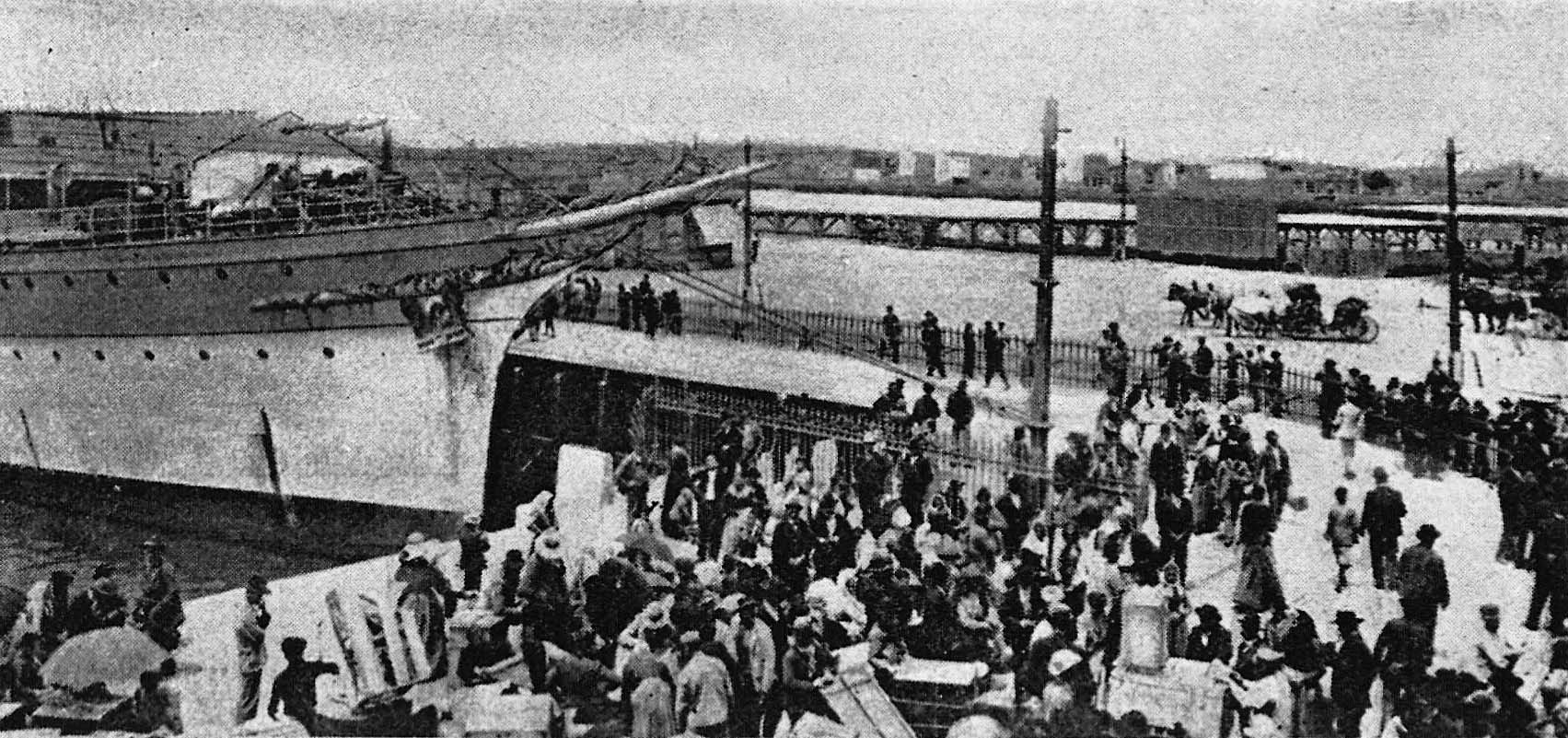
ブエノスアイレス港の南の船着き場に下船する移民たち（20世紀初頭）

労働力が不足し土地は余っていたため、労働の限界生産量は高くなる傾向にあった。ヨーロッパからの移民（主にイタリア、スペイン、フランス、ドイツ）は高い賃金に惹かれて、大挙してアルゼンチンを訪れた。政府は1880年代後半に短い期間ながらヨーロッパからの移民を奨励して補助金を設けていたが、そんなものがなくても大量の移民が流入した。

### ベアリング恐慌と第一次世界大戦

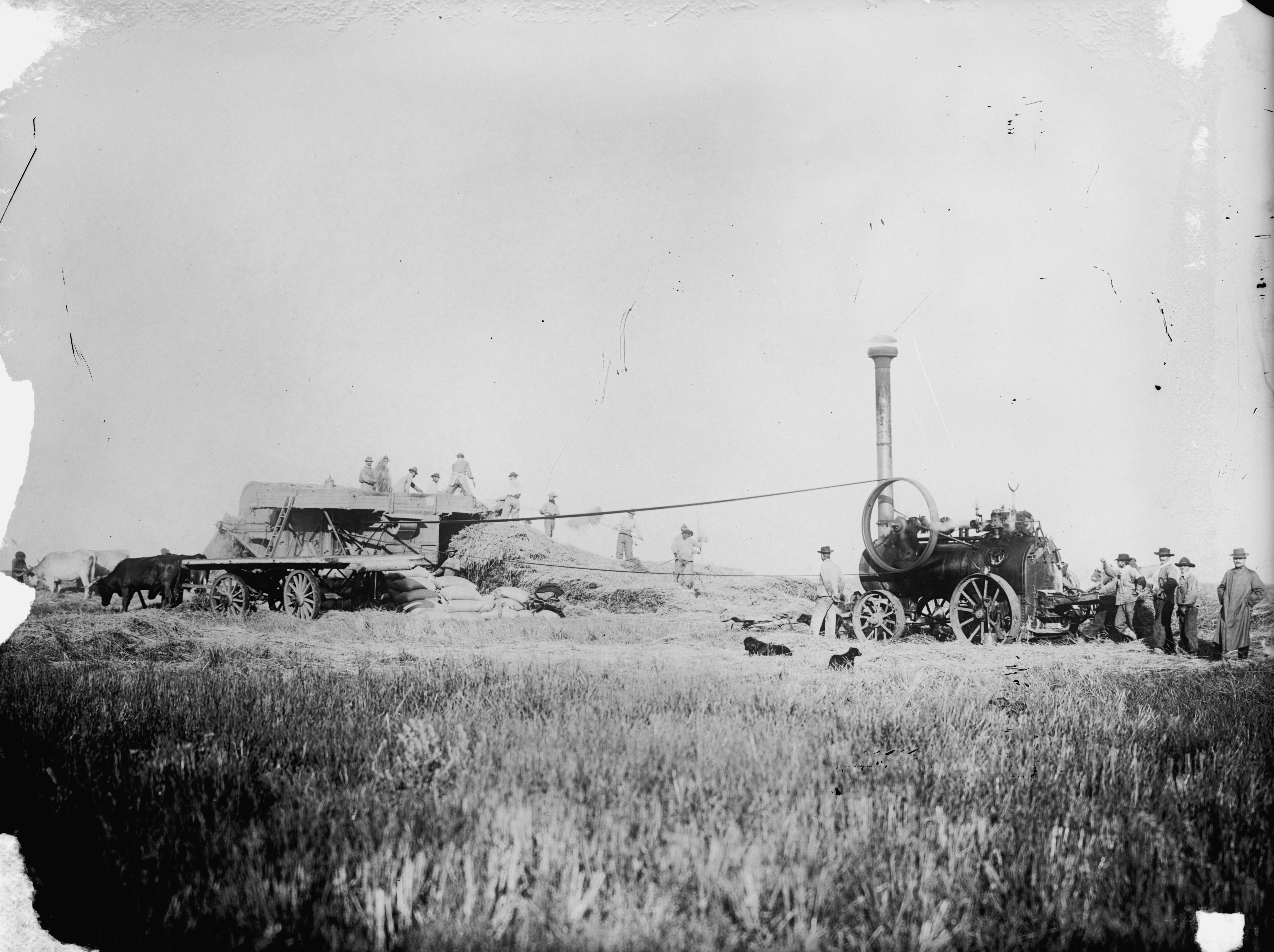
脱穀の風景（ブエノスアイレス、1910年代）

フアレス・セルマン政権（1886年-1890年）の末期にはGDPに対する負債の割合が大幅に上がり、財政状態は悪化の一途をたどっていた。投資銀行のベアリング・ブラザーズはアルゼンチンとの関係が深く、そこから大きな利益を上げていたため、セルマン政権がベアリング家への返済不能に陥ると、一転してベアリング恐慌と呼ばれる金融恐慌が起こった。アルゼンチンは債務不履行に陥り、ベアリング・ブラザーズが倒産に直面する事態になって取り付け騒ぎまで起こった。この金融恐慌は、通貨政策と財政政策の連携不足によるもので、最終的には銀行制度の破綻さえ招いた。1890年の金融恐慌で、アルゼンチン政府には移民に対する助成プログラムを提供する資金が払底し、1891年に制度は廃止された。アルゼンチンへの貸付金額は厳しく削減され、輸入の落ち込みも顕著だった。輸出についてはそれほど影響を受けなかったが、輸出額は1889年をピークに、1898年まで最高額を更新することはなかった。
セルマンの跡を継いだカルロス・ペリグリーニの時代には、1899年に兌換が復活し、その後の安定と成長を取り戻す基礎が築かれた。彼はまた中期的な視野で銀行が安定を取り戻すための改革も進めている。そして高い成長率が再び始まった1903年から1913年にGDPは年率7.7パーセントで増加し、工業は9.6パーセントとさらに急速な成長をみせた。アルゼンチンは1906年までに1890年のデフォルト時の債務残高をすべて解消し、その一年後には国際債券市場に再び参入した。
1853年から1930年までに生じた不安定な財政状況もまた一時的な現象だった。1873年から77年、1890年から1891年の景気後退はどちらも、むしろ工業部門が大きく成長するために決定的な役割を果たした。1870年代には穏やかながら、1890年代にはより顕著に、景気悪化が起こるたびに輸入代替による貿易収支によって経済の立て直しを図ろうする動きが起こり工業部門が伸びた。1914年までにアルゼンチンの労働者のおよそ15パーセントが製造業に従事していたのに対して、商業活動に従事していたのは20パーセントだった。1913年に、1人当たり所得はフランス、ドイツと肩を並べ、イタリアやスペインをはるかに上回っていた。この年の末にアルゼンチンの金保有量は5,900万ポンドで、これは世界全体の貨幣用金の3.7パーセントに相当し、世界の総生産に対しては1.2パーセントにあたった。

## 第一次世界大戦期と世界恐慌の影響

### 1914年–1929年

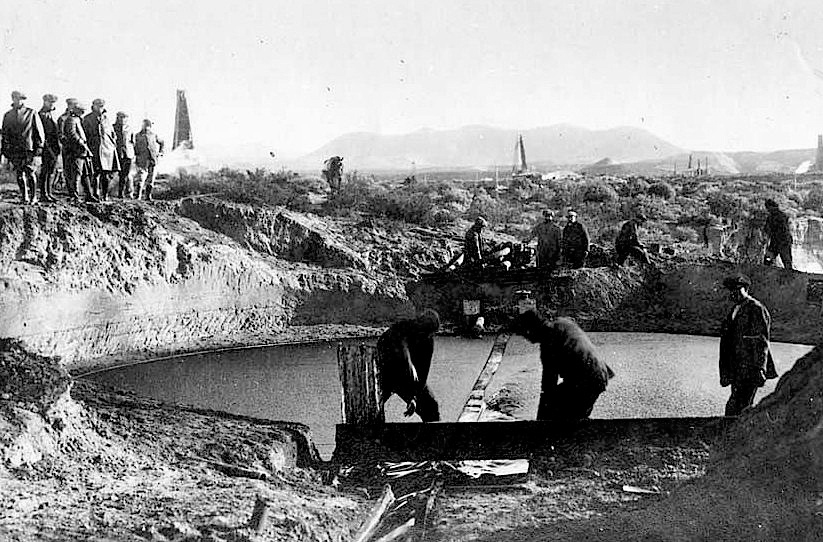
YPFの作業員たち（1923年）

アルゼンチンも諸外国同様に、第一次世界大戦が勃発して資本や人、物の流入が停滞すると、景気が悪化し始めた。外国からアルゼンチンへの投資は完全にストップし、その後も完全に復活することはなかった。イギリスも大戦中にアメリカ合衆国から巨額の債務を負い、以前のような規模で海外に資本輸出することはなくなった。1914年にパナマ運河が開通して以降、アルゼンチンだけでなくコーノ・スール諸国の経済が衰退していき、同時に投資家の目もアジアやカリブ海に向けられた。アメリカ合衆国は大戦を経て政治的、経済的な超大国として君臨したが、特にアルゼンチン（ほどではないがブラジルも）を世界市場に対する潜在的なライバルとみなしていた。ブエノスアイレス証券取引所も民間の投資銀行も、すぐにイギリス資本の代わりが十分務まるほど育ってはいなかった。
結果的に、運用可能な資産は次第に1箇所に、つまりアルゼンチン国立銀行(Banco de la Nacion Argentina, BNA)に集中し始め、金融システムとしてはレントシーキングに弱い環境が生まれた。1914年以降、国立銀行には(手形の)再割引と不良債権が着実に増えて行き、バランスシートが悪化していった。これは他の銀行や民間企業へ縁故主義的な貸し付けが行われた結果であった。再割引の際にも、懲罰的な高金利でどんどん貸すべきだというバジョット・ルールにならわず、純粋な「最後の貸し手」としては機能しなかった。その代わり、不渡手形も担保にするなどして民間の銀行のリスクを減らし、顧客の定期預金に設定していた利率よりも低い4.5パーセントでキャッシュを貸し付けていた。
しかしそれでもアルゼンチンが近隣諸国と違ったのは、1920年代を通じて比較的健全な経済成長をする下地ができていたことだった。ブラジルやチリなどのように国際的な物価の下落にも影響を受けなかったのである。アルゼンチンは金本位制についても、ヨーロッパ諸国のほとんどが廃止するなかで、採用を続けていた。1929年の時点で自動車の所有率は南半球で最も高かった。
あらゆる意味で成功をおさめたアルゼンチンだったが、1920年代になっても、イギリス、ドイツ、アメリカ合衆国と比較すれば工業国であるとはいえなかった。その大きな障壁になったのが、石炭や水力といったエネルギー資源の不足であった。1907年に油田が発見され、試掘が繰り返されたが、結果は芳しくなかった。ラテンアメリカで最初の国有石油会社であるヤシミエントス・ペトロリフェロス・フィスカレス(YPF)は、1922年にパブリックカンパニー（株式を公開している会社）として設立された。YPFは生産した石油の51パーセントを管理し、残りの49パーセントは民間の手に委ねられた。
輸出品のなかでも特にイギリス向けの冷凍の牛肉は、1870年代に冷凍船が発明されて以降は非常に利益率の高い商品であった。しかしイギリスが1920年代の後半に輸入肉に対して新たに規制を設けたため、アルゼンチン産の牛肉の輸入は激減してしまった。そのため牧場経営者たちは畜産から耕種農業にシフトしていったが、これが契機となってアルゼンチン経済が負ったダメージは容易には回復しなかった。

### 世界恐慌

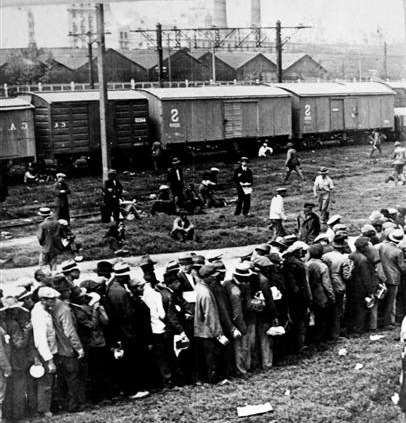
レティーロに建てられたスラム街「失業者団地」(Villa Desocupación)の失業者たち（1930年）

アルゼンチンは世界恐慌の影響をそれほど受けなかった。失業率も10パーセントを越えることはなかった上に、景気も1935年には大方持ち直した。しかし、恐慌によって経済拡張が止まってしまったという意味ではこの国に恒久的な影響をもたらしたと言える。実際、発展途上国が大抵そうであったように、アルゼンチンの経済は、物価の低迷を受けてすでに1927年には下降が始まっていた。

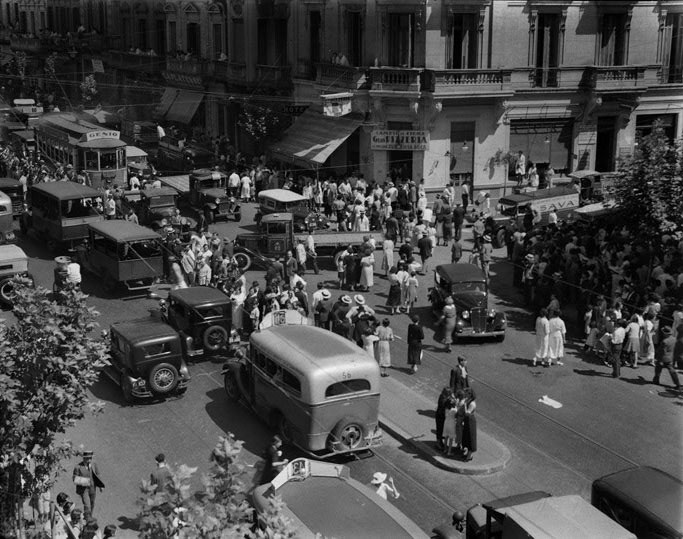
デモで発生したブエノスアイレスの交通渋滞（ホラシオ・コッポラ撮影、1936年）

1929年12月には金本位制が廃止されるが、世界全体を見渡せば早い段階での決定だった。アルゼンチンはそれまでも「兌換局」(caja de conversión)をほぼ常設してペソと金の交換価値の維持を目指すカレンシーボード制を採用していた。ペソの切り下げによって輸出における競争力は高まり、国内産業の保護にもつながった。しかしアルゼンチンの輸出額は1929年の15億3,700万ドルから1932年には5億6,100万ドルに落ち込んだ。しかも後の時代もふくめれば、これが最大の落ち幅というわけではなかった。
大恐慌を受けて、政府はアルゼンチンを農業と同様に工業においても自給自足できる国に変貌させる政策を推し進めた。この成長戦略は、最終財に対する関税と輸入割当の強化を行う輸入代替をベースにしていた。このプロセス自体は19世紀後半から急速に進んでいたが、大恐慌がそれに拍車をかけたのである。政府が工業の成長を奨励したため、投資対象が農業分野ではなくなり、農業生産は劇的に減少した。
1930年の軍事クーデターにより急進市民同盟は政権の座を追われ、経済状況はむしろ改善したが、政情不安は高まった。1932年、アルゼンチンは移民に対して、入国前に労働契約を結ぶか自らの経済基盤について証明することを求めるようになった。世界経済がブロック化していく中、1933年のロカ＝ランシマン協定によってアルゼンチンは一次産品の輸出先としてイギリス市場を確保したが、イギリス帝国特恵関税の不公平性さとイギリス国内のデフレーションの影響で、イギリスに対するアルゼンチンの輸出量はわずかに減少した。
大恐慌が原因で失業数は増加し、社会に動揺を生んだ。1930年代には急発展した工業もしだいに成長が鈍化した。こうした経済状況のなかで、国内でも地方から都市部、特にブエノスアイレスに職を求めて人の移動が起こった。都会の労働者階級が先頭に立ち、1937年の大統領選挙を前にして（不首尾に終わったものの）暴動を繰り返した。昔ながらの農産物の輸出は第二次世界大戦の勃発により停滞し、その後も勢いを取り戻すことはなかった。

## ペロン政権と影響

### 第一次ペロン政権

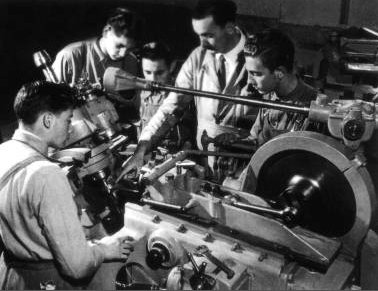
職業訓練校（1945年）

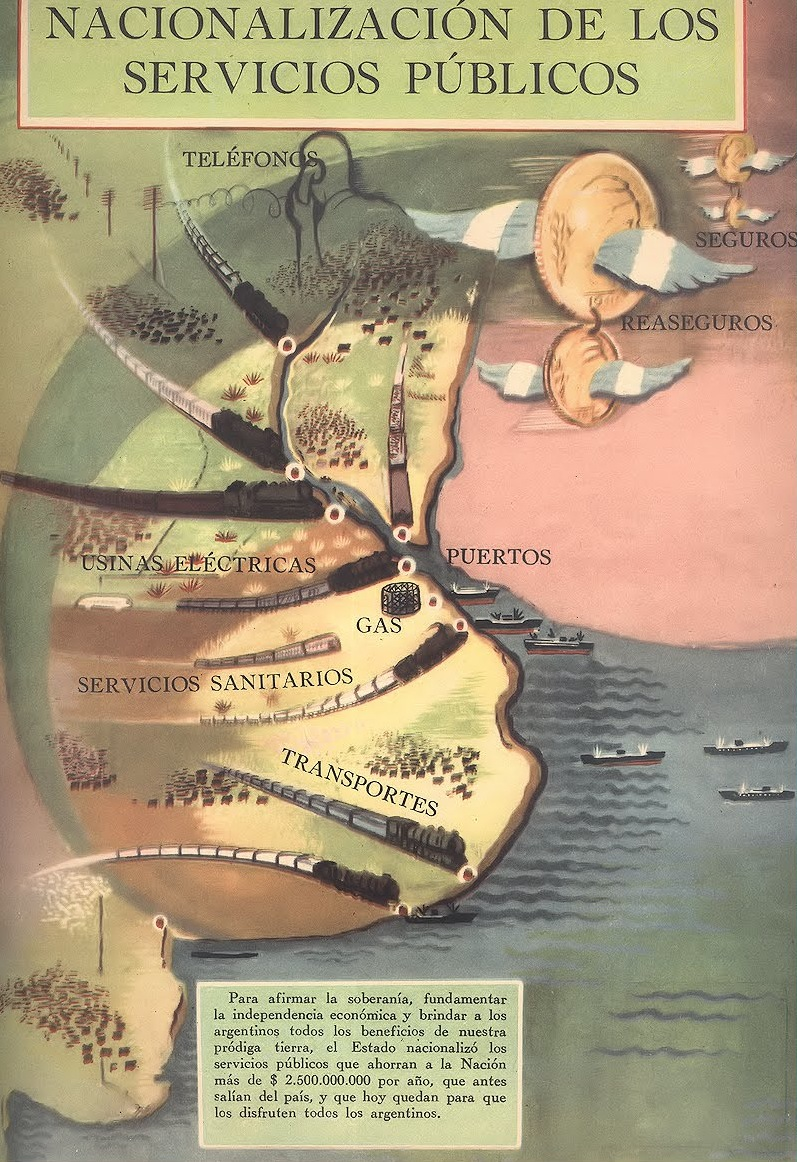
公共サービスの国有化をうったえる第一次五カ年計画（1946年-1951年）のプロパガンダ・ポスター

1943年の親英派が親独派を排し、軍事ク―データーをおこした。それを首謀した統一将校団のメンバーだったフアン・ペロンは、労働福祉庁長官となった。1946年の大統領選挙では、労働者たちに土地・所得増・社会保障を与えることを公約して、圧倒的な勝利をおさめた。ペロンは強力な労働組合である労働総同盟の設立に尽力し、労働者たちも彼のもとに集って結束したため組織は拡大していった。ペロンはアルゼンチンをコーポラティズムの国に変貌させ、国内では強力な利益集団として結束した労働者たちが地位と財源を求めて交渉を行った。この時代に、アルゼンチンはラテンアメリカでも最も中産階級の層が厚い国となった。
初期のペロニズムは、輸入代替により工業化を目指す戦略が実行に移されたという意味で、マクロ経済的には激動の時代であり、二国間貿易、為替管理、二重相場などを最大の特徴とする。1947年を起点に、国家カトリシズム運動と袂を分かったペロンは左派路線に舵を切り、国家による経済統制が次第に進んでいった。そのため主にインフレ税を財源として、国有財産が増加したほか、市場介入（地代・家賃や物価の統制など）や国民統合の高度化などが図られた。富の再分配やポピュリスト的政策への予算支出を増やすために拡張的な財政政策がとられ、インフレが進行した。
ペロン政権は戦時の予備財源を使って、1952年には対外債務を完全に解消している。この年の末に、アルゼンチンは50億米ドルの債権国となった。1946年から1948年にフランスとイギリスが所有していた鉄道も国有化され、既存の鉄道網が拡張されて、1954年に総距離は120,000キロメートルに達した。さらにアルゼンチン貿易促進院(IAPI)が設置されて、商品輸出をはじめとした貿易の管理が行われた。ペロンは輸入品に関しては徹底した保護主義的体制を敷き、アルゼンチンを国際市場からほぼ完全に遮断した。1947年には国有企業の成長を柱にした第一次五カ年計画を発表している。保護主義的政策をとったために、国内市場型産業が育ったものの、製造コストは高く、海外市場での競争力は皆無だった。この頃に、輸出の主力であった牛肉と穀物の生産が低迷した。1940年代後半に穀物の価格が世界的に下落しても貿易促進院は生産者に真実を伝えず、閉塞感が強まった。こうした状況にもかかわらず、債権国であるアルゼンチンが保護主義を継続したことで国内市場は急激に成長した。例えばラジオの売り上げは600パーセント、冷蔵庫の売り上げは218パーセントに増加している。
第一次五カ年計画中には、国家インフラの近代化を目指して様々な公共事業が計画され、実行された。例えば、水力発電所は合計で22基が建設され、発電量は1943年の45,000kVAから1952年には350,000kVAに増加した。1947年から1949年には、ガスの輸送網が整備され、コモドーロ・リバダビアとブエノスアイレスをつなぐパイプラインが建設された。供給量は1,500万立方メートルに達し、コスト(costs)は3分の1に激減した。
この時期に、アルゼンチン経済はおおむね成長を維持していたが、世界全体やブラジル、チリといった隣国と比較すると遅れが目立つようになっていた。原因として考えられるのは時として不条理なまでに細かい規制（例えば1947年の法令ではレストランの価格とメニューが定められた）であり、そうした規制が頻繁に変わることが何度もあったからであり、経済活動には閉塞感が生まれた。長期的にいえば法律を軽視する感覚が共有されていき、国民には法律が財産権を行使するための手段ではなく、暮らしを立てるための障害にすら映るようになった。国内産業の保護、農業から工業部門への所得の再分配、経済への国家介入の強化などが合わさって、瞬く間にインフレが進行した。1950年にはアルゼンチンの国民1人当たりGDPはアメリカ合衆国のほぼ半分になっていた。
1952年の第二次五カ年計画では、工業以上に農業生産を推進するものだったが、過去に達成した工業の発展と高賃金により農産品に対する国内需要はそもそも高まっていた。1950年代に牛肉と穀物の生産量は上向きにならず下落し、アルゼンチン経済は打撃を受けた。農業生産を重視する政策にシフトしたことで所得の分布にはギャップが生まれており、農業従事者のほとんどが猫の額ほどの土地で農業を営むなかで、国土の大半を占めるのは少数が所有する広大な地所だった。アルゼンチンはイギリス、ソビエト連邦、チリと貿易協定を結び、国内市場をわずかに開放した。このころのペロンの経済政策は、アルゼンチンの農業における比較優位の利用を模索するものであった。

### ペロンの失脚・ポスト・ペロンと1960年代

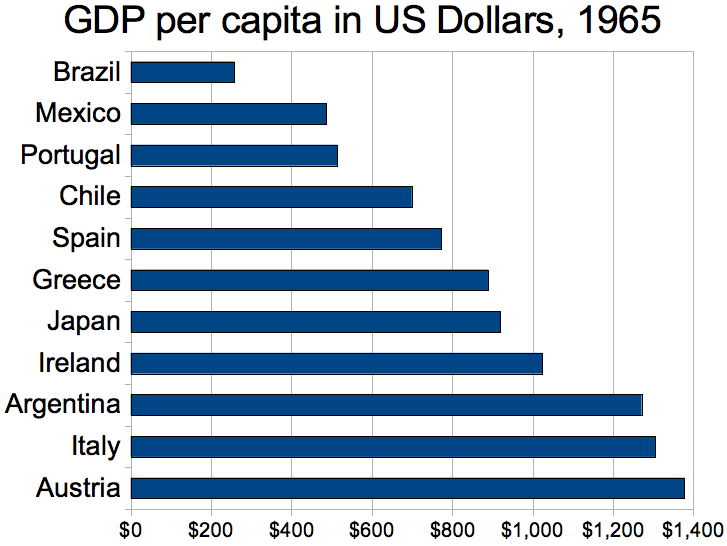
国民1人当たりGDPで見た場合、アルゼンチンは1965年までは近隣諸国よりも優秀であった。

1950年代と60年代のはじめに、アルゼンチンの経済はラテンアメリカ諸国と同様に低成長に甘んじていたが、世界全体では未曽有の好景気にわいていた。この時期は根強いスタグネーションを解消できず、社会統合にも綻びが生じた結果、経済は収縮傾向にあった。

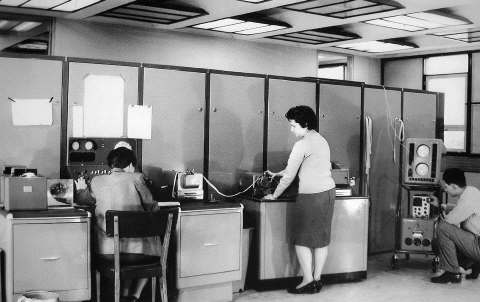
1961年に「クレメンティナ」と名付けられたフェランティ・マーキュリーⅡは、アルゼンチンで最初に稼働したコンピューターである。

1950年から賃金は上昇し、物価を押し上げた。しかしインフレ率の上昇が激しく、実質賃金はすぐに低下した。政府はインフレの安定化を迫られ、緊縮的な金融政策、公共支出のカット、増税と公共料金の値上げなどを実施した。
1949年頃には第二次世界大戦から時期が経ち、アメリカやカナダが食糧生産増産出来るようになったことにより、アルゼンチンの食糧輸出は不振となってインフレがおこった。1950年代に入ると、年を追うごとに国家経済が疲弊していった。1952年再選後、同年7月に国民からカリスマ的な人気のあった妻の死亡で支持を減らし、離婚法の制定でペロンを強く支持していたカトリック教会との関係を悪化させ、ペロニスタによる教会の焼き打ち事件まで誘発した。経済低迷・言論弾圧や反カトリック政策などへの不満が決め手となり、1955年にはリベルタドーラ革命が起こってペロンは権力の座を追われた。当時の労働者階級は生活品質の悪化を体感しており、かつての支持者の多くの心はペロンから離れていた。ペロンは同じく軍事独裁者のフランシスコ・フランコ将軍が君臨するスペインに亡命した。
1958年の大統領選挙ではアルトゥーロ・フロンディシが地滑り的な勝利をおさめた。同じ年にフロンディシは「石油闘争」の開始を宣言している。これは新たな輸入代替の試みで、複数の国外企業と契約して石油の採掘と生産を行い、石油製品の自給自足を目指す計画だった。1960年にはラテンアメリカ自由貿易連合が発足し、アルゼンチンもこれに参加した。
1955年のペロンの追放以降には、ペロニスタ内部で左傾化と中産階級化が進む変質が生じた。そのため、ペロン政権時代にペロン自身さえも農地改革を唱えたことはなかったのにもかかわらず、1962年には党の綱領に農地改革が盛り込まれている。

### 軍事政権
1966年6月にはアルゼンチン革命と称する新たなクーデターが勃発した。フアン・カルロス・オンガニーアが権力を掌握して、経済政策のトップにアダルベルト・クリーガー・ヴァセナを任命した。クリーガーの施策は、経済成長の過程で公共部門が積極的な役割を果たすことを高く評価し、国家がマネーサプライ、賃金と物価、民間部門への銀行の貸付をコントロールすべきだとするものであった。

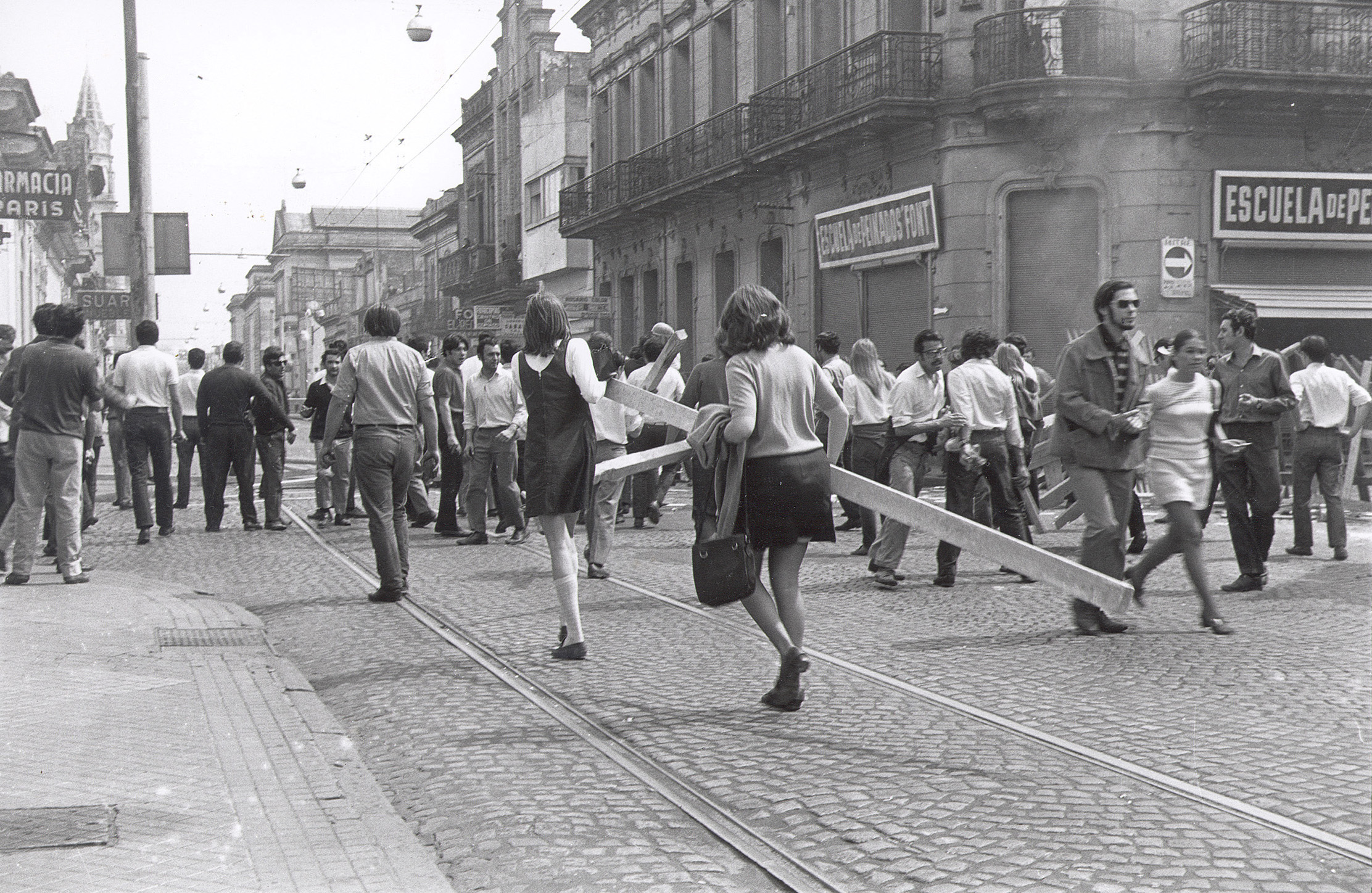
1969年のロサリオの暴動風景。景気悪化と独裁政治に対して、抗議活動、ストライキ、暴動が発生した。

クリーガーの在任中に、資本の集積と集中が進み、同時に主要な国有企業の多くが民営化された。国際金融機関はこの計画を手厚く支援し、経済成長は途切れず続いた。アルゼンチンのGDPは1950年代には平均で3.2パーセント上昇してたのに対し、1966年から1970年までに5.2パーセントの成長を見せた。
1966年以降はそれまでの政策から大きく路線を変更して、競争や生産性向上、海外からの投資を促進しつつインフレを抑制する計画が発表された。この計画の柱になっていたのは、名目賃金と給与の統制だった。
インフレ率は1965-67年の約30パーセントから1969年の7.6パーセントと急低下し、物価高を落ち着かせた。実質賃金は下落したものの、失業率は上がらなかった。
1970年になると政権を握る軍部の間で貿易政策が失敗を迎えつつあるという認識が浸透していき、ついに政府は輸入代替が実験として失敗であったという宣言を出した。そして、保護主義的な障壁を撤廃するとともに世界市場への経済の解放を目指した。新たな方針のもとで輸出額が急増する品目もあったが、そこには明らかに自国通貨に対する過信があり、輸入品によってはあまりにも価格が安く、国内産業は打撃を受け、逆に輸出品の多くは価格が高すぎて世界では競争力を欠いていた。そのため経済政策当局は過去の政府がとった為替相場政策を打ち切り、30パーセントの通貨切り下げを断行した。1970年、非常に長命であった通貨の「人民ペソ」は100対1のレートで、新通貨「ペソ・レイ」に切り替えられた。
1969年5月、クリーガーの経済政策に対する不満が爆発して、コリエンテス、ロサリオ、コルドバで暴動が発生した。クリーガーは罷免されたが、オンガニーア政権は代わりにどういった経済政策をとるかについて意見の一致をみなかった。
1970年になると、現行の賃金水準を維持できなくなり、負の賃金・物価スパイラルが進行していく。経済活動の鈍化が始まり、輸入代替による工業化も息切れしたことで、都市部への人口流入は減速した。国民1人当たりの所得は下落し、生活水準も下がった。

1966年のクーデタで政権を取ったオンガニーア将軍は「アルゼンチン革命」と称し、テクノクラート主導で外資工業を呼び込み、富裕層や地主層を支持基盤とし、経済再建のために賃金抑制と外資導入で、1970年までは毎年3％前後の安定的な経済成長路線に乗せた。軍事政権に抵抗する、主に都市労働者が占めるペロン派残党を弾圧するも、ペロン派は地方農牧民も取り込んで、階級闘争の姿勢を強めた。とくに、同時期の世界に蔓延した学生運動や極左集団の波がペロン党を過激化させ、暴動の鎮圧に苦慮することなむた。軍事政権は1973年には、ペロン党を政権に取り込む「国民大合意」で事態を収拾させた。

### ペロンの政権復帰とハイパーインフレーション
国民大合意を受けて、1973年にペロンが大統領に返り咲くが、この三度目の政権は拡張的な金融政策を特徴としていたため、結果的にインフレは制御不能なほどに進行した。ペロンは在任中の1974年に亡くなった。
1975年から1990年にかけて、1人当たり実質賃金は20パーセント以上下落し、ほぼ30年にわたって遂げてきた経済発展の蓄積を吹き飛ばした。製造業は1970年代半ばまで途切れることなく発展を続けていたが、それも下降の一途をたどりはじめた。国内産業の多くは、保護主義のもと国家的な支援を受けることに依存しきっていたが、この時期に急激に生産量が落ち込んでいる。1990年代初頭の時点での工業発展の水準は1940年代と同程度になっていた。

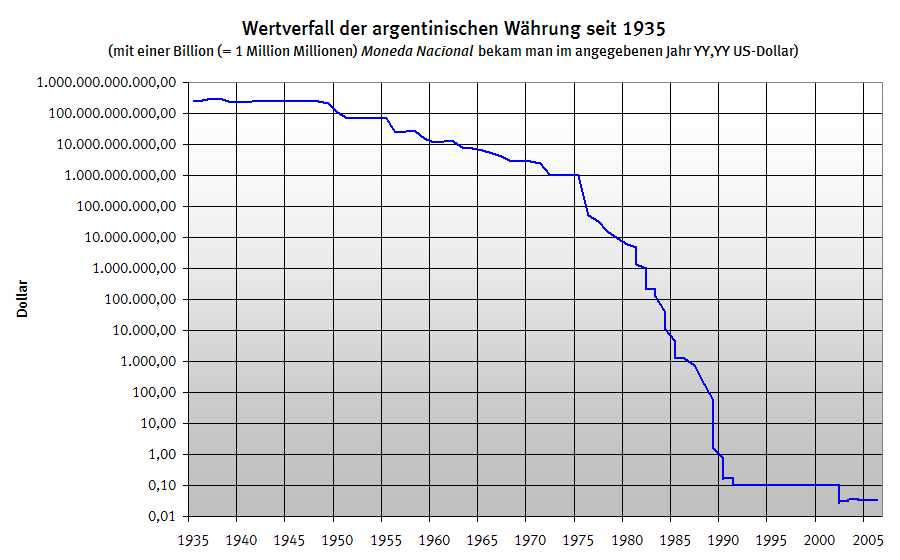
1975年のロドリガソ以降、インフレは急激に加速していき、アルゼンチンの通貨はデノミネーションミを繰り返した。

1970年代はじめに、アルゼンチンの1人当たり国民所得は、メキシコの2倍、チリとブラジルの3倍以上あったが、1990年の時点で他のラテンアメリカ諸国との所得差ははるかに小さくなっていた。
1975年にイサベル・ペロンから任命された経済相セレスティノ・ロドリゴのもと「ロドリガソ」と呼ばれる経済政策が始まると、急激なインフレが進み、1975年から1991年までにインフレ率は平均して年に300パーセントにも達し、物価は200億倍になった。
ペロンの死後は、彼の副大統領・彼の三番目の妻イサベル・ペロンが大統領に就任した。しかし彼女は権力基盤が弱く、国家統治能力も低かった。彼女の大統領期(1974年6月30日-1976年3月24日)も左翼テロへの取締をしたものの、ペロン主義内極左勢力(アルゼンチン革命組織)モントネーロスは、国内で拉致・殺人・爆弾による政治的暴力的左翼テロリズムをエスカレートさせた。インフレーションや左翼テロリズム蔓延の状況にアルゼンチン政府が屈服していた。そのため、1976年3月24日にホルヘ・ラファエル・ビデラ中将がクーデターを起こし、軍事独裁政権とした。モントネーロスはホルヘ・ラファエル・ビデラ政権での取締強化以降は壊滅状態になった。
ペロンの死後は、彼の副大統領・彼の三番目の妻イサベル・ペロンが大統領に就任した(アルゼンチン初の女性大統領)。しかし、彼女は権力基盤が弱く、国家統治能力も低かった。彼女の大統領期(1974年6月30日-1976年3月24日)も左翼テロへの取締をしたものの、ペロン主義者は極左勢力(アルゼンチン革命組織)と化しており、彼の妻でも制御不可能となっていた。その中でもモントネーロスは国内で拉致・殺人・爆弾による政治的暴力的左翼テロリズムをエスカレートさせた。インフレーションや左翼テロリズム蔓延の状況にアルゼンチン政府が屈服していた。そのため、1976年3月24日にホルヘ・ラファエル・ビデラ中将がクーデターを起こし、軍事独裁政権とした。モントネーロスはホルヘ・ラファエル・ビデラ政権での取締強化以降は壊滅状態になった。

### 軍部独裁(1976～1983年)
軍事独裁政権下の経済相ホセ・マルティネス･デ･オスは、軍事独裁政権は輸入代替の時代を終わらせ、輸入障壁が緩和した。それとともに対外借款についても規制が緩め、他国の通貨に対するペソの価値の底支えるという政策を行った。その結果明らかになったのは、「ペソは過大評価されており、アルゼンチンは積年の構造的な問題を抱えている」「アルゼンチン国内企業は外国からの輸入品に対して競争力を持っていない」ということであった。そのため、軍事独裁政権は資本市場の自由化を見据え、アルゼンチンを世界的な資本市場とより実際的に結びつけることを目指し、財政改革が進めた。
1976年から1978年までは比較的安定した時期だったが、それ以降は財産赤字が再びかさみ始め、対外債務は3年間で3倍になった。こうした赤字が足かせとなって工業の発展は遅滞し、社会的流動性も高まらなかった。1978年から、為替レートの下落を調整するためにクローリング・ペッグ方式が採用され、「タブリータ」(tablita)と呼ばれる漸次的な通貨の切り下げの予定表が組まれ、その告知が行われた。政府がデフレ対策にコミットしていることが経済主体に伝わる環境をつくるため、この告知はローリング方式で行われた。1980年の終わりまでに、インフレ率はゆっくり下がって100パーセントを下回った。
しかし1978年と1979年には一貫して為替の切り下げよりインフレの進み方のほうが上回ったため、実質為替レートは上昇した。このペソの過大評価が最終的に資本逃避と財政破綻へとつながることになる。
政府支出の増加、賃金の大幅な上昇、生産性の低迷により、1980年代は慢性的なインフレが進み、短期間ながら年率で1000パーセントを超える瞬間さえあった。当時の政権は、賃金と物価を統制して公共支出をカットするとともに、マネーサプライを減少させてインフレをコントロールしようとした。しかし1982年にはイギリスとの間にマルビナス戦争が勃発し、インフレを食い止めようとした政府の努力も無に帰した。
1982年8月にメキシコが対外債務の返済不能を宣言すると、同じように深刻な債務危機を抱えていたアルゼンチンは国際通貨基金（IMF）に経済支援の打診をおこなった。当時アルゼンチン経済は小康状態にあったため、翌83年8月にIMFの職員がブエノスアイレスを訪れて調査を行ったところ、様々な問題が山積していることがわかった。国家予算と国際競争力の両方に影響を与える賃金が制御不能状態にあることが特に問題視されて、支援計画は潰えた。インフレでペソが加速度的にその価値を失っていたため、政府は1983年に新たな「ペソ・アルヘンティーノ」を導入して1/10,000の比率でデノミを実施した。

アルゼンチンの輸出額（1975年-1989年）

### 民政化以降
1983年12月、ラウル・アルフォンシンが大統領に選出され、軍事独裁にはピリオドがうたれた。アルフォンシンのもとで、IMFとの新たな支援計画の交渉がスタートしたが、実を結ばなかった。1984年3月にはブラジル、コロンビア、メキシコ、ベネズエラから3ヵ月で3億ドルの融資を受け、その後アメリカからも同額の融資を受けた。これによってアルゼンチンは急場をしのぎ、1984年9月の後半にIMFと支援計画に関して合意に達した。
1985年には信用を失ったペソに代ってアウストラルが導入された。1986年には数か月の間、債務の返済不能に陥り、アルゼンチンは融資を受けている銀行と債務について再交渉を行った。1986年と1987年にはアウストラル計画が立ち消えとなり、経済政策は大規模なオフ・バジェットの支出と緩和的な金融政策によって骨抜き状態にされて、IMFの支援を受ける条件であった緊縮的な財政からは大きく外れる事態になった。1987年7月には新たな計画についてIMFと合意に達したが、それも結局1988年3月に破綻した。
政府の次の動きは1988年8月に始動したプリマヴェラ計画だった。これは非主流派経済学的な政策パッケージであり、財政再建に寄与するところはほとんどないと予想されていたため、IMFはアルゼンチンに対する融資の再開を拒絶した。計画は開始から6ヵ月後に潰え、ハイパーインフレが発生した。

## 自由市場改革 (1990年 - 95年)

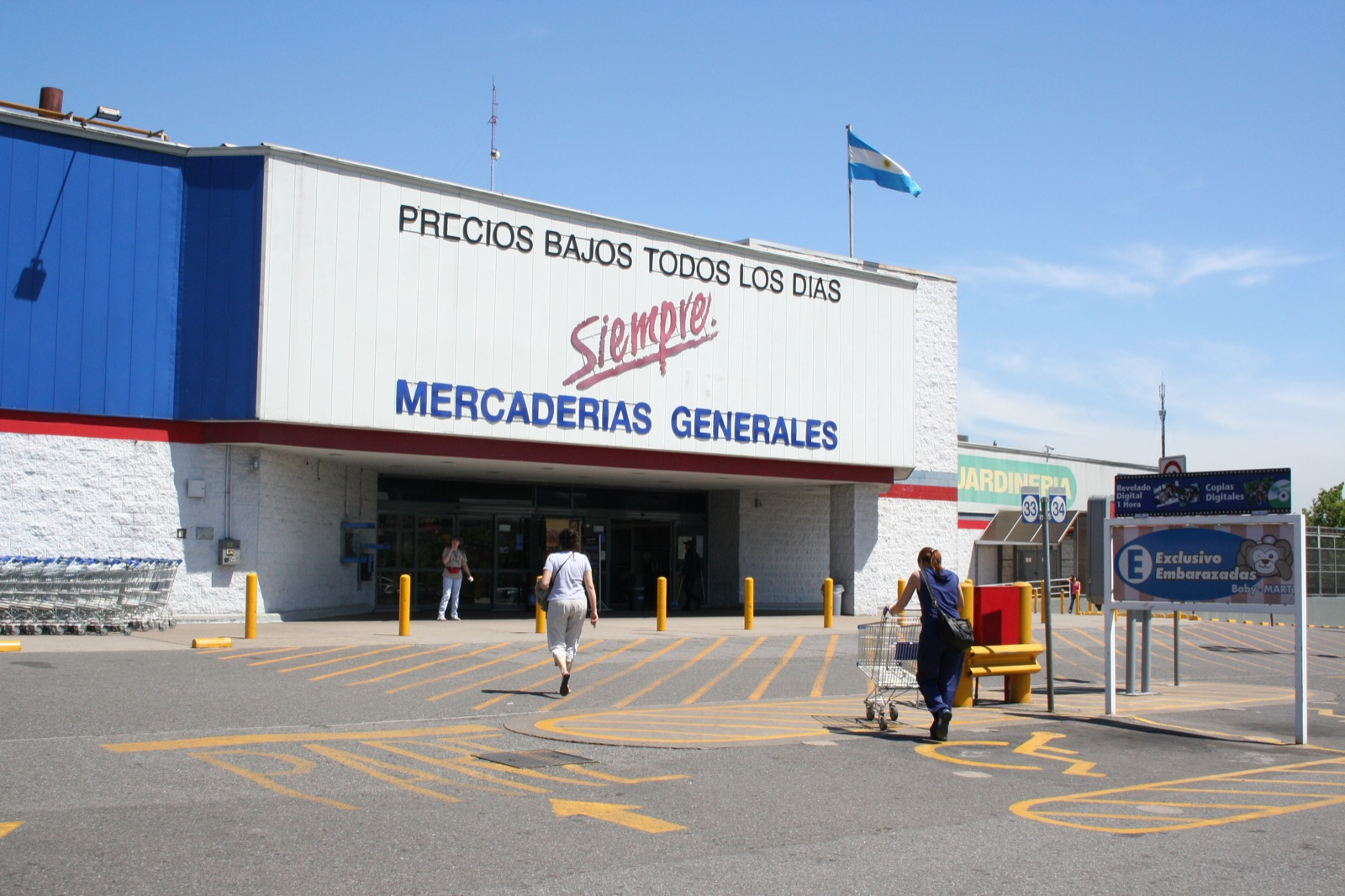
ウォルマートやカルフールといった多国籍的な小売チェーンは、1990年代初めにはアルゼンチンの主要都市に店舗を展開していた。

1989年5月にペロニストであるカルロス・メネムが大統領に当選した。GDPの16パーセントに達した政府債務を見据えて、メネムは就任直後から財政再建を推し進めるショック療法的政策を打ち出した。1989年11月にはIMFとの新たな非常時の融資計画について合意に達したものの、やはり中途半端に終わり、続けざまに年に12,000パーセントに及ぶハイパーインフレーションがこの国を襲った。
1980年代の後半に公営企業の破綻が相次いで以降、民営化が強力に推進された。メネムは2つの銀行を残して、国有になっているあらゆる事業をほぼ民営化したが、サービスについていえば向上したという事に議論の余地はない。例えば、通信事業の民営化以前には、新たに電話回線を引くのに10年以上待たされることも珍しくなく、電話が使える住宅は流通市場ではたいへんな付加価値を持っていた。それが民営化されると、待機期間は1週間を切るまで短くなった。投資が進んで農場や工場、港湾は近代化し、生産性も向上した。しかし例外なく、労働者の大幅な解雇が待っていた。さらに民営化の過程で、汚職が行われた形跡も多々見受けられた。極端な言い方をすれば、民営化された会社は（公ではなく）私による寡占企業になっただけだった。料金はアメリカのインフレに歩調を合わせて、アルゼンチンの物価が下落している最中にも上昇した。
1991年に、経済大臣のドミンゴ・カバロはアルゼンチン経済の下降を跳ね返すために、貿易の自由化に代表される自由市場改革に着手した。1992年1月1日には通貨改革によって、アウストラルが10,000対1でペソに置き換えられた。この改革を進めるうえで重要だったのがカレンシーボードで、法律も整備されてペソは同じ額面のドルに相場が固定され、供給量はハードカレンシーであるドルの準備高と同水準に抑えられた。これは後から切り下げができないという意味でアルゼンチンにとってはリスクのある政策であった。施行からしばらくして、インフレはおさまりをみせた。切り下げのリスクも少なくなったように思われたことから、国外からの投資も進んだ。GDP成長率は大幅に上がり、雇用総数も1993年半ばまで着実に増大した。しかし1994年の後半には、経済はスローダウンし、失業率も10パーセントから12.2パーセントに上がった。
この時点でアルゼンチン経済はすでに軽い不況を迎えていたが、1994年12月にメキシコが通貨危機に陥ってメキシコ・ペソが切り下げされると、経済状態の悪化は著しいものになった。経済活動は4パーセント収縮し、多くの銀行が破綻した。労働人口は増加を続けていたが、総需要の減退とともに就業者数は大幅に減少し、失業率は6ヵ月で6パーセント以上も上昇した。しかし政府の対応は悪くなかった。所要自己資本など銀行に対する規制を強化して引き締めを行い、海外銀行が体力の劣る地方銀行を買収することを促した。景気はすぐに回復し、1996年から1998年に経済生産高と雇用は急激に改善して、失業者数も顕著に減少した。しかし、1999年の初めにはブラジルが通貨危機を迎えて。レアルが大幅に下落した。アルゼンチンの経済は1999年に4パーセントの収縮をみせ、失業者数は再び増加した。
輸出額は1991年の120億ドルから2001年の270億ドルと増加したが、特にブラジルの通貨危機以降に、海外で競争のできる産業は多くなかった。強力に通貨を管理するカレンシーボード制のもとで、貿易収支は1992年から1999年までに220億米ドルの累積赤字になっていた。切り下げはできないため、アルゼンチンにできることは物価が下落した時に国際競争力に恵まれることだけだった。不景気にともなってデフレが起こり、賃金は下落して失業者数は増加した。金利は高止まりし、銀行のドル建て融資の利率は25パーセントにも達した。
GDPに占める政府支出は1995年の27パーセントから2000年の30パーセントに増加した。貧しい地方によっては公共事業か砂糖のような生産性の低い産業に依存しており、貿易を自由化しても競争力などなかった。社会不安を抑えるために、知事たちは人件費を吊り上げた。年金の未納率が上昇していたため、1994年から政府は年金制度改革に取り組み賦課方式から個人口座への積立方式に移行していたが、その費用は2000年の時点でGDPの3パーセントに達していた。

## 経済悪化の原因

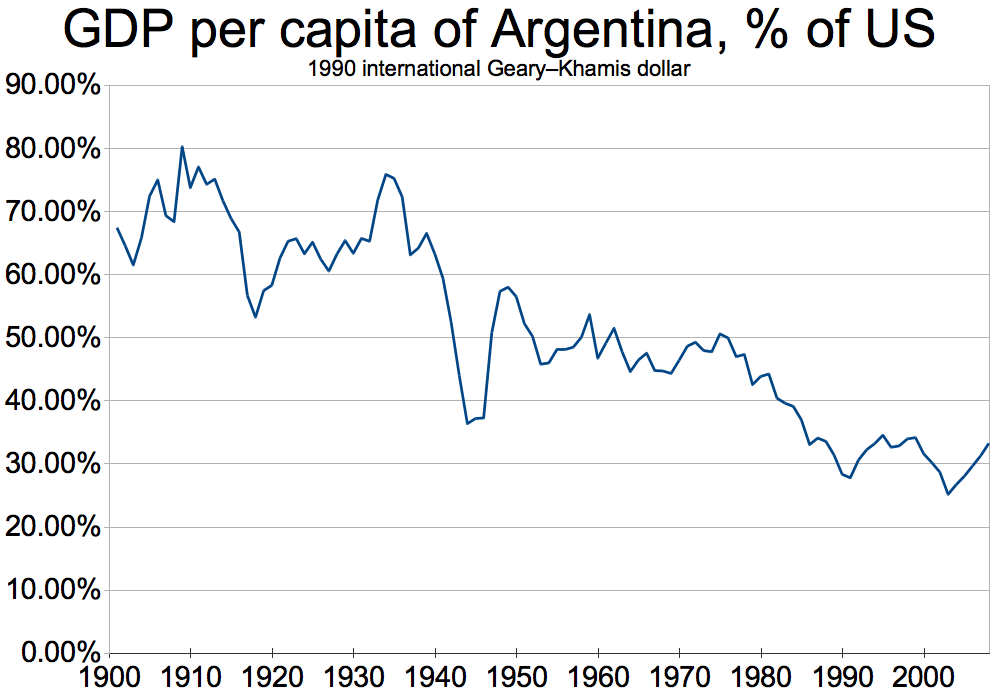
アルゼンチン（1990年のギアリー＝カーミス国際ドル）のアメリカの1人当たりGDPに対する比率。

アルゼンチン経済は20世紀に目覚ましい発展を遂げながら、その後に正反対の後退を経験した。そのユニークさゆえに数えきれないほどの論文が書かれ、その衰退が止まらなかった原因について分析が行われてきた。ノーベル賞経済学者サイモン・クズネッツは「世界には4種類の国がある。先進国と途上国、日本、そしてアルゼンチンだ」と言ったとされる。
Di Tella and Zymelman (1967)によれば、アルゼンチンと、オーストラリアやカナダのような移民国家の大きな違いは、フロンティアが完全に無くなり国土の拡大が止まるまでに、停滞を埋め合わせるだけの代替策をみつけられなかったことにある。Solberg (1985) は、カナダとアルゼンチン、それぞれの政府の土地分配に関する政策の違いに着目した。Solberg (1985) によると、カナダの政策が小規模農家を大量に生み出したのに対し、アルゼンチンの政策は広大な土地を所有する地主を少数、生み出す結果になったという。
Duncan and Fogarty (1984)は、オーストラリアの政治が安定的かつ柔軟であったのと対照的にアルゼンチンの統治がずさんであったことが重要な違いだと論じている。Platt and Di Tella (1985) は、様々な地域から移民が到来して異なる政治的伝統が持ち込まれたことに注目している。Díaz Alejandro (1985)は、オーストラリアのような非開放的な移民政策のほうが、比較的労働力が不足しがちで生産性が向上することを示している。
90年代にはTaylor (1992) が、アルゼンチンは比較的従属人口指数が低く、人口転換が遅かったことを指摘し、それが貯蓄率の低さをカバーする外国資本への依存につながったと論じている。1930年以降、輸入代替という産業政策を原因とする、相対的に高い（主に輸入された）資本財価格によって資本蓄積が阻害されたが、これも輸出主導型成長を遂げたカナダとは対照的である。資本財の相対価格が高くなった背景には、そのほかにも複数為替相場制度、外貨のブラックマーケットの横行、自国通貨の切り下げ、高い関税などのひずみが挙げられる。その結果、資本集約度が低くなり、労働生産性の低迷を招いた。
アルゼンチン経済が歴史的後退をした最大の要因は、一言でいえばその制度的枠組みにあると考えられている。マクロ経済学的に言っても、アルゼンチンは大恐慌までは非常に安定し堅調な経済成長を遂げていたが、恐慌が起こってからはきわめて不安定な国の仲間入りをしてしまった。

### スペイン語
- Abad de SantillánDiego（Spanish）『Historia Argentina [History of Argentina]』TEA (Tipográfica Editora Argentina)、Argentina、1965年。
- GalassoNorberto『Historia de la Argentina, Tomo I&II』Colihue、Buenos Aires、2011年。ISBN 978-950-563-478-1。
- 『Peronist Economic Policies, 1946-1955』di Tella y Dornbusch、1989年。

## 文献情報
- Amaral, Samuel, The Rise of Capitalism on the Pampas: The Estancias of Buenos Aires, 1785-1870. New York: Cambridge University Press 1998.
- Barbero, Inés and Fernando Rocchi, A New Economic History of Argentina
- Díaz Alejandro, Carlos Federico (1970). Essays on the economic history of the Argentine Republic. Yale University Press
- De la Balze, Felipe A. M. (1995). Remaking the Argentine economy. Council on Foreign Relations
- Ford, A.G. The Gold Standard, 1880-1914: Britain and Argentina (1962) online
- Francis, Joseph. 2013. "The Terms of Trade and the Rise of Argentina in the Long Nineteenth Century." PhD thesis, London School of Economics and Political Science.
- Katz, Jorge and Bernardo Kosacoff, "Import-Substituting Industrialization in Argentina, 1940-1980," in An Economic History of Twentieth-Century Latin America vol. 3.
- Lewis, Colin M. British Railways in Argentina, 1857-1914: A Case of Foreign Investment. London: Athlone 1983.
- Lewis, Daniel. "Internal and External Convergence: The Collapse of Argentine Grain Farming," in Latin America in the 1940s, David Rock, ed. Berkeley and Los Angeles: University of California Press 1994, pp. 209–223.
- Lewis, Paul H. The Crisis of Argentine Capitalism. Chapel Hill: University of North Carolina Press 1990.
- Lloyd, A. L. "Meat from Argentina The History of a National Industry," History Today (1951) 1#4 pp 30–38.
- Rocchi, Fernando. Chimneys in the Desert: The Industrialization of Argentina in the Export Boom Years,1870-1930. Stanford: Stanford University Press 2006.
- Solberg, Carl E. (1987). The Prairies and the Pampas: Agrarian Policy in Canada and Argentina, 1880–1930. Stanford Univ Pr